# Sigmund Freud
Sigmund Freud (nascido Sigismund Schlomo Freud; Freiberg in Mähren, 6 de maio de 1856 – Londres, 23 de setembro de 1939) foi um médico neurologista e importante psicanalista austríaco. Reconhecido como o fundador da psicanálise, tornou-se a figura mais influente da história da psicologia. A influência de Freud pode ser observada ainda em diversos outros campos do conhecimento e até mesmo na cultura popular, inclusive no uso cotidiano de palavras que se tornaram recorrentes, mas que surgiram a partir de suas teorias. Expressões como "neurose", "repressões", "projeções" popularizaram-se a partir de seus escritos.
Freud nasceu em uma família judaica, na cidade de Freiberg in Mähren, na época pertencente ao Império Austríaco, atualmente, denominada Příbor, na República Checa. Iniciou seus estudos pela utilização da técnica da hipnose no tratamento de pacientes diagnosticados, à época, com histeria, como forma de acesso aos seus conteúdos mentais. Ao observar a melhora dos pacientes tratados pelo médico francês Charcot por meio da hipnose, Freud elaborou a hipótese de que a causa da histeria era de ordem psicológica, e não orgânica. Tal hipótese serviu de base para outros conceitos desenvolvidos por Freud, como o do inconsciente.
Freud também é conhecido por suas teorias do complexo de édipo e da repressão psicológica e por criar a utilização clínica da psicanálise como tratamento das psicopatologias, através da escuta do paciente. Freud acreditava que o libido era a energia motivacional primária da vida humana. Sua obra fez surgir uma nova compreensão do ser humano, como um animal dotado de razão imperfeita e influenciado por seus desejos e sentimentos. Segundo Freud, a contradição entre esses impulsos e a vida em sociedade gera, no ser humano, certos tormentos psíquico. Ele tinha uma visão biopsicossocial do ser humano. Fatos como a descrição de pacientes curados através do diálogo por Josef Breuer e a morte do colega Ernst von Fleischl-Marxow por overdose do antidepressivo da época, a cocaína, levaram-no ao abandono das técnicas de hipnose e a descartar o uso medicamentoso de drogas em detrimento a um novo método: a cura pela fala, ou seja, a psicanálise. Para isso utilizou a interpretação de sonhos e a livre associação como vias de acesso ao inconsciente.
Suas teorias e seus tratamentos clínicos foram controversos na Viena do século XIX, e continuam a ser muito debatidos até hoje. A despeito de sua grande influência, Freud sofreu críticas de diversas natureza, sendo constante alvo de críticas dos mais variados espectros políticos, de diversas vertentes religiosas e de confrontações de cunho propriamente científico-epistemológico. Contudo, a psicanálise de Freud segue se desenvolvendo através de estudos e práticas clínicas na área, com a contribuição de teóricos e clínicos que o sucederam. Alguns de seus herdeiros intelectuais criaram suas próprias teorias, mas sempre com base nos pressupostos intrínsecos colocados por Freud, como a noção de inconsciente e transferência.

## Biografia

### Infância e educação

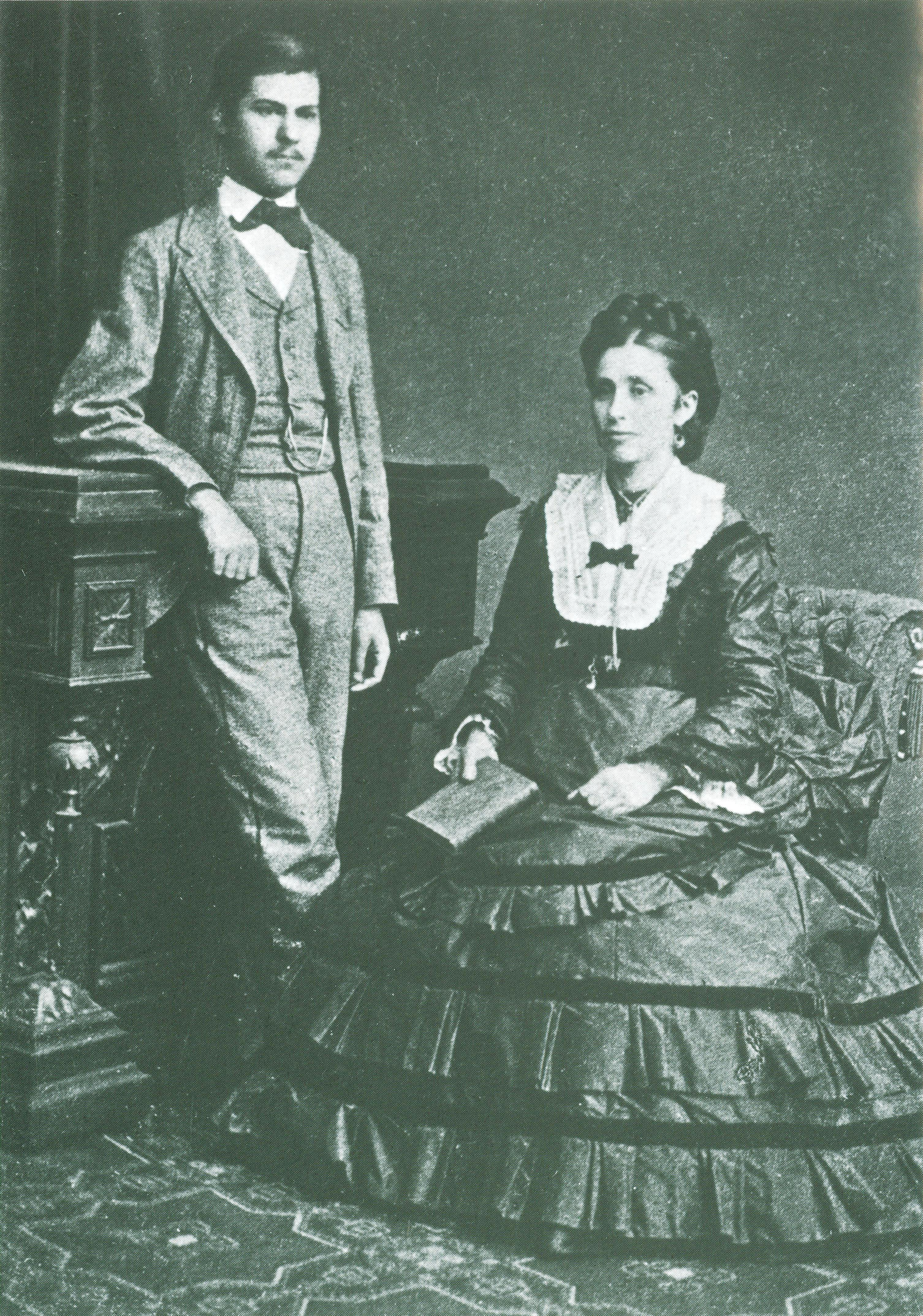
Sigmund Freud e Amalia Freud, em 1872

Sigmund Freud  cujo nome de nascimento era "Sigismund" (alterado em 1878), nasceu em uma família judia na cidade morávia de Freiberg, localizada no território do Império Austríaco (atualmente Příbor, na República Tcheca). Seus pais eram originários da Galícia, uma província histórica que abrange a atual Ucrânia Ocidental e o sudeste da Polônia. Seu pai, Jacob Freud (1815–1896), um comerciante de lã, teve dois filhos, Emanuel (1833–1914) e Philipp (1836–1911), de seu primeiro casamento. A família de Jacob era de judeus hassídicos e, embora tenha se afastado da tradição, ele ficou conhecido por seu estudo da Torá. Jacob casou-se pela terceira vez com Amalia Nathansohn, 20 anos mais jovem que ele, em uma cerimônia realizada pelo rabino Isaac Noah Mannheimer em 29 de julho de 1855.

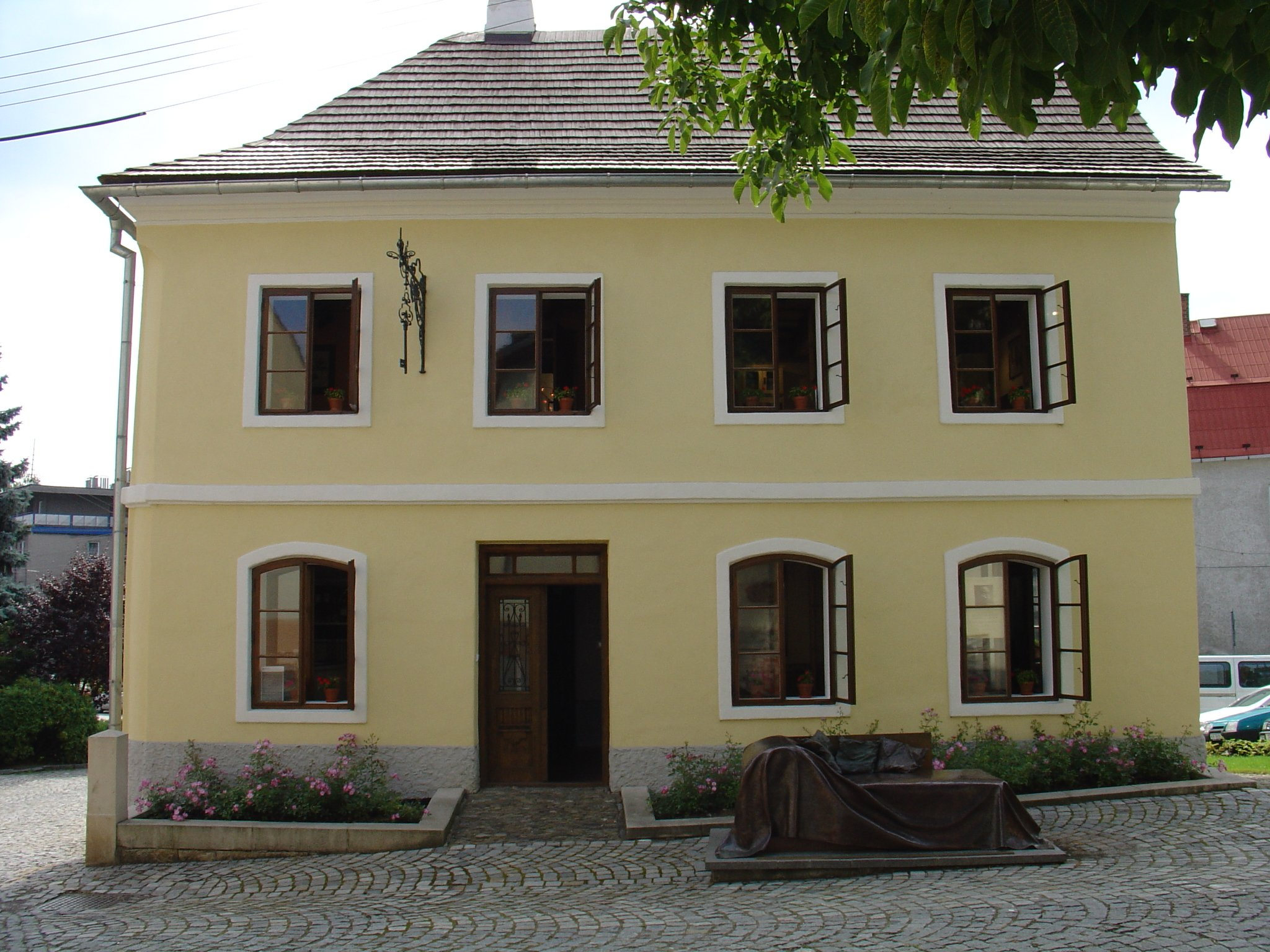
Casa onde nasceu Freud em Příbor, República Tcheca

Em função de problemas financeiros, Jacob e Amalia mudaram-se para Leipzig em 1859 e, no ano seguinte, para Viena, onde se estabeleceram com os filhos Sigmund e Anna. Os meios-irmãos de Freud mudaram-se para Manchester. Em Viena, a família Freud cresceu até 1866, com o nascimento de Rosa, Marie, Adolfine, Pauline e Alexander. Embora tenha passado grande parte de sua vida em Viena, Freud revelou que nunca se adaptou à cidade, sentindo constantemente saudades de Freiberg. Durante sua infância e adolescência, Freud nutriu mais sentimentos amorosos pela mãe do que pelo pai, que o considerava "fraco" e "covarde". A percepção desses sentimentos também em seus pacientes, tanto homens quanto mulheres, contribuiu para a futura formulação do complexo de Édipo.
Freud ingressou na Universidade de Viena aos 17 anos, inicialmente com a intenção de estudar direito. No entanto, as doutrinas de Darwin e seu interesse por ciências naturais o levaram a mudar de rumo e cursar medicina. Durante seus estudos, Freud teve contato com figuras acadêmicas importantes, incluindo o professor de filosofia Franz Brentano, o fisiologista Ernst Brücke e o zoologista darwinista Carl Friedrich Claus. Em 1876, Freud passou quatro semanas na estação zoológica de Claus em Trieste, dissecando o sistema reprodutor masculino de aproximadamente quatrocentas enguias. Na época, pouco se sabia sobre a reprodução de enguias, e a pesquisa de Freud objetivava verificar a afirmação do pesquisador polonês Simone de Syrski, a qual postulava a existência de gônadas em enguias. No fim, Freud confirmou parcial e inconclusivamente a asserção de Syrski. Seu trabalho de pesquisa sobre a biologia do tecido nervoso provou ser seminal para a subsequente descoberta do neurônio na década de 1890. O trabalho de pesquisa de Freud foi interrompido em 1879 pela obrigação de realizar um ano de serviço militar obrigatório. As longas pausas permitiram-lhe concluir uma encomenda para traduzir quatro ensaios das obras coletadas de John Stuart Mill.

### Carreira inicial e casamento

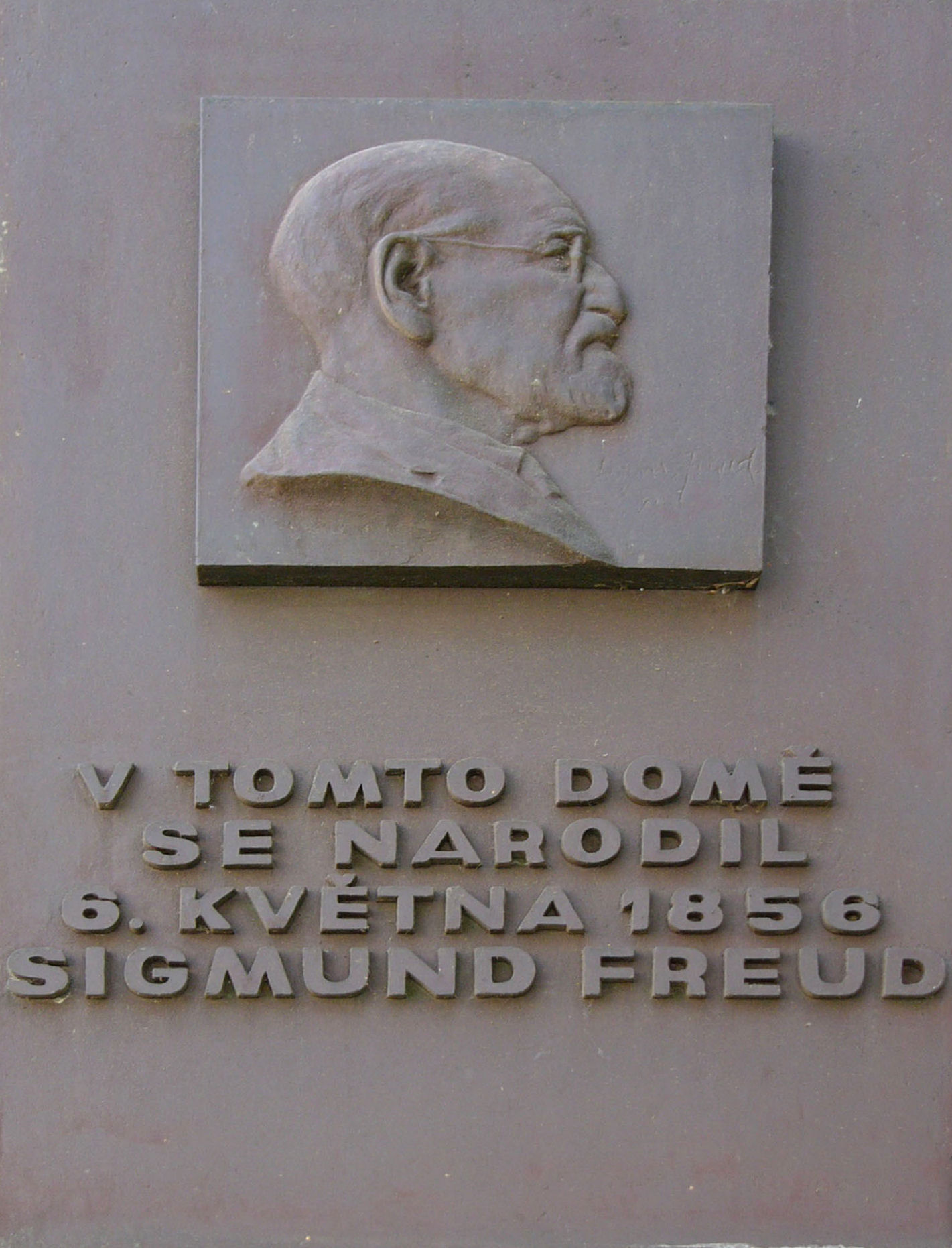
Placa memorial localizada onde Freud nasceu em Příbor, na República Tcheca

Embora tenha se formado em 1881, Freud permaneceu no laboratório de Ernst Brücke, dando continuidade às suas pesquisas. No ano seguinte, durante uma visita à casa de sua irmã, conheceu Martha Bernays, por quem se apaixonou. Em 17 de junho de 1882, os dois ficaram noivos. Martha, cinco anos mais jovem que Freud, pertencia a uma família judaica ortodoxa, enquanto ele, descrente, tentou afastá-la de suas convicções religiosas. Freud também demonstrava uma visão austera sobre o papel de Martha no casamento: embora acreditasse que, no futuro, as mulheres conquistariam direitos até então negados, mantinha a perspectiva burguesa da época de que a esposa deveria se dedicar às tarefas domésticas e à família.
O baixo salário e as poucas perspectivas de carreira na pesquisa científica fizeram-no abandonar o laboratório e a começar a trabalhar no Hospital Geral, o principal hospital de Viena, passando por vários departamentos como "cirurgia, medicina de doenças internas, psiquiatria, dermatologia, doenças nervosas e oftalmologia sucessivamente". Começou no cargo de Aspirant (assistente clínico) e, em julho de 1884, alcançou o cargo de Privatdozent (conferencista), uma posição de prestígio, porém sem remuneração.
Em 1885, Freud solicitou uma bolsa de viagem e uma licença do hospital por seis meses. Durante esse período, foi à França para trabalhar com  Jean-Martin Charcot, um respeitável psiquiatra do hospital psiquiátrico Saltpêtrière que estudava a histeria. Charcot curava paralisias histéricas através da hipnose, método que impressionou Freud e consolidou o francês como uma de suas principais influências. Em 1889, Freud aperfeiçoou suas técnicas de hipnose ao visitar a Escola de Nancy, rival da de Charcot, que defendia a possibilidade de hipnotizar qualquer pessoa, independentemente de apresentar histeria. Em reconhecimento à influência de Charcot, Freud nomeou um de seus filhos Jean-Martin e traduziu para o alemão as conferências do psiquiatra francês.
Em 1866, casou-se com Martha Bernays, neta de Isaac Bernays, um rabino-chefe em Hamburgo. Freud, sendo ateu, ficou desanimado com a exigência na Áustria de uma cerimônia religiosa judaica e considerou brevemente, antes de desistir, a possibilidade de aderir à "Confissão" protestante para evitá-la. Uma cerimônia civil para Bernays e Freud ocorreu em 13 de setembro e uma cerimônia religiosa no dia seguinte, tendo Freud sido apressadamente instruído nas orações hebraicas. Os Freud tiveram seis filhos: Mathilde (n. 1887), Jean-Martin (n. 1889), Oliver (n. 1891), Ernst (n. 1892), Sophie (n. 1893) e Anna (n. 1895). De 1891 até deixarem Viena em 1938, Freud e sua família viveram num apartamento na Berggasse 19, próximo à Innere Stadt.
Em 8 de dezembro de 1897, Freud foi iniciado na associação cultural judaica alemã B'nai B'rith, à qual permaneceu vinculado por toda a vida. Freud proferiu um discurso sobre a interpretação dos sonhos, que foi recebido com entusiasmo. Ele antecipou o livro homônimo, publicado pela primeira vez dois anos depois.

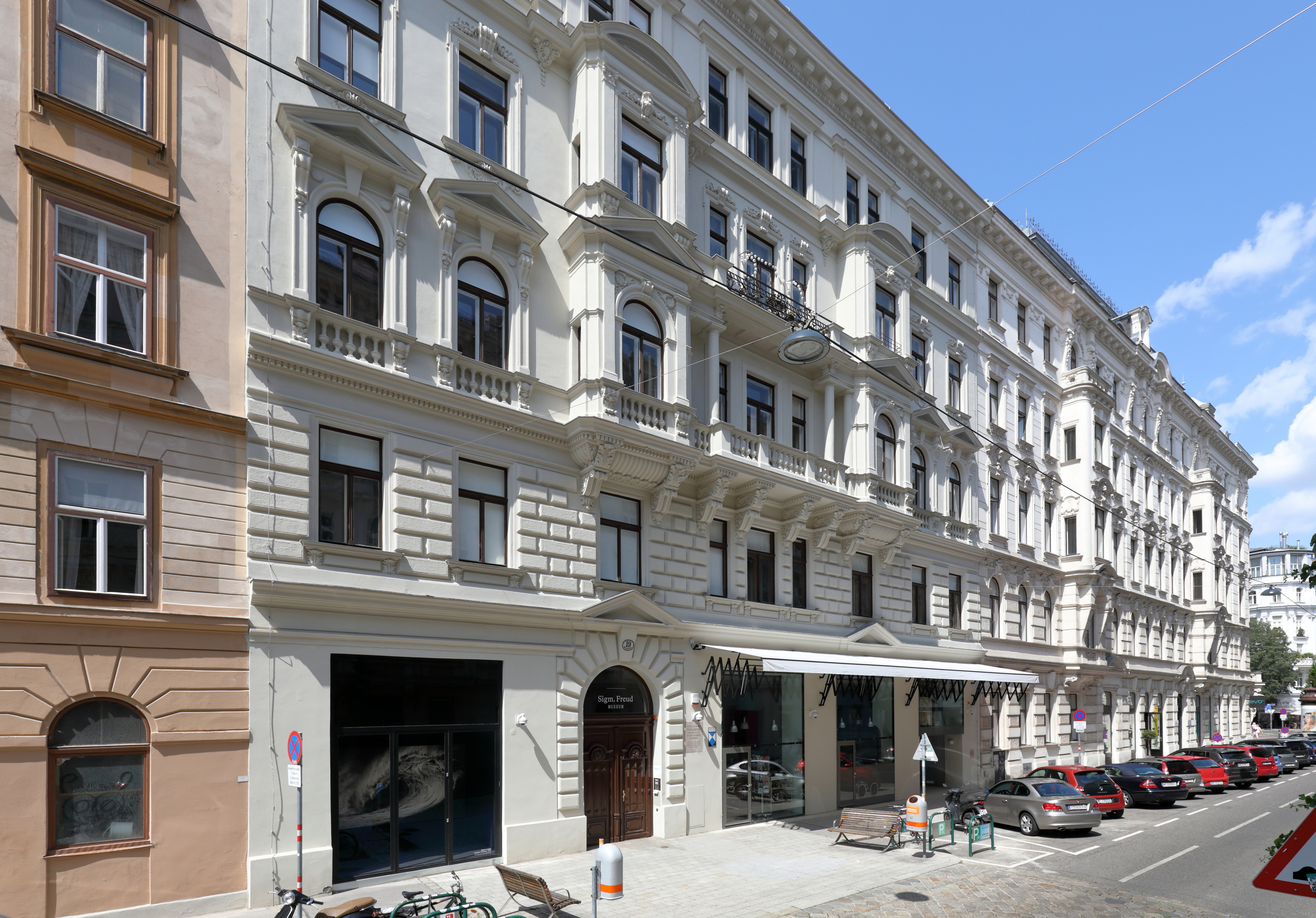
Casa de Freud na Berggasse 19, Viena

Em 1896, Minna Bernays, irmã de Martha Freud, passou a integrar permanentemente o lar dos Freud após a morte de seu noivo. A relação estreita que formou com Freud gerou rumores, iniciados por Carl Jung, de um caso amoroso. A descoberta de uma entrada em livro de hóspedes de um hotel suíço datada de 13 de agosto de 1898, assinada por Freud enquanto viajava com sua cunhada, foi apresentada como evidência do caso.
Freud começou a fumar tabaco aos 24 anos; inicialmente fumava cigarros, depois passou a fumar charutos. Ele acreditava que fumar aumentava sua capacidade de trabalhar e que podia exercer autocontrole ao moderar o hábito. Apesar dos avisos de saúde do colega Wilhelm Fliess, ele permaneceu fumante, desenvolvendo eventualmente câncer na boca. Freud sugeriu a Fliess, em 1897, que vícios, inclusive o do tabaco, substituíam a masturbação, "o grande hábito".
Freud admirava profundamente seu professor de filosofia, Franz Brentano, conhecido por suas teorias da percepção e introspecção. Brentano discutiu a possível existência do inconsciente em seu Psicologia a partir de um Ponto de Vista Empírico (1874). Embora Brentano negasse sua existência, sua discussão provavelmente ajudou a introduzir Freud ao conceito. Freud possuía e utilizava os principais escritos evolucionistas de Charles Darwin e também foi influenciado por Eduard von Hartmann com A Filosofia do Inconsciente (1869). Outros textos importantes para Freud foram de Gustav Fechner e Johann Friedrich Herbart, sendo que o A Psicologia como Ciência deste último é considerado de significado subestimado nesse aspecto. Freud também se baseou no trabalho de Theodor Lipps, um dos principais teóricos contemporâneos dos conceitos de inconsciente e empatia.

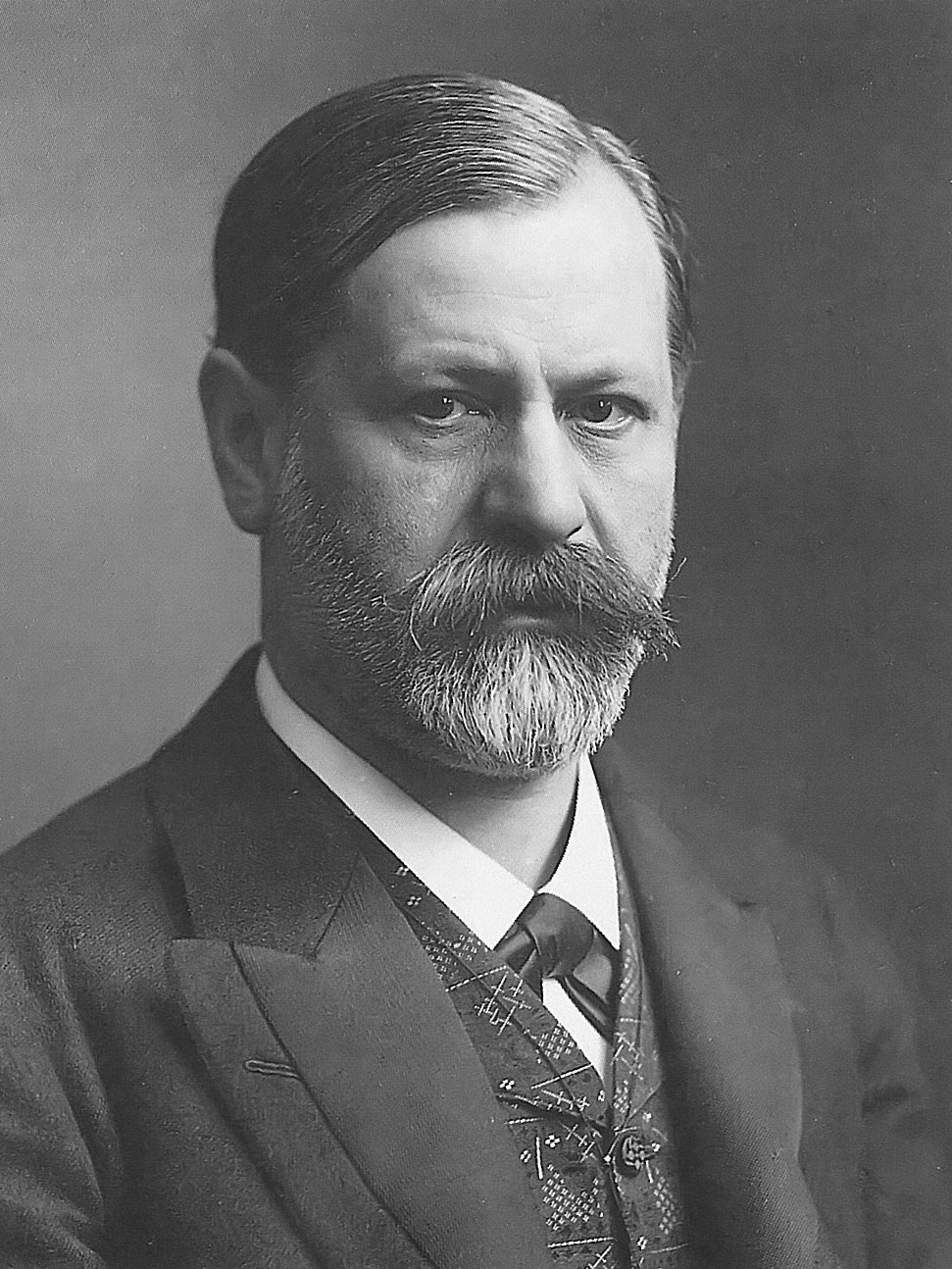
Freud em 1905

Embora Freud relutasse em associar suas percepções psicanalíticas com teorias filosóficas anteriores, foram apontadas analogias entre seu trabalho e o de Schopenhauer e de Nietzsche. Em 1908, Freud disse que ocasionalmente lia Nietzsche e se fascinava com seus escritos, mas não os estudava, porque achava que as "intuições" de Nietzsche se assemelhavam demais ao seu próprio trabalho na época, e também porque se sentia sobrecarregado pela "riqueza de ideias" que encontrava ao ler Nietzsche. Freud às vezes negava a influência das ideias de Nietzsche. Um historiador cita Peter L. Rudnytsky, que diz que, com base na correspondência de Freud com seu amigo adolescente Eduard Silberstein, Freud leu O Nascimento da Tragédia de Nietzsche e provavelmente as duas primeiras das Meditações Inoportunas quando tinha dezessete anos. Freud comprou a obra completa de Nietzsche em 1900; dizendo a Wilhelm Fliess que esperava encontrar em Nietzsche "as palavras para muito que permanece mudo em mim." Mais tarde, disse que ainda não as havia aberto. Freud passou a tratar os escritos de Nietzsche, segundo Peter Gay, "como textos a serem resistidos muito mais do que estudados." Seu interesse pela filosofia diminuiu após decidir por uma carreira na neurologia.
Freud leu William Shakespeare em inglês; sua compreensão da psicologia humana pode ter sido parcialmente derivada das peças de Shakespeare.
As origens judaicas de Freud e sua lealdade à sua identidade judaica secular tiveram influência significativa na formação de sua visão intelectual e moral, especialmente em relação ao seu não conformismo intelectual, como ele apontou em seu Estudo Autobiográfico. Também teriam efeito substancial no conteúdo das ideias psicanalíticas, particularmente no que diz respeito às suas preocupações comuns com a interpretação em profundidade e "a limitação do desejo pela lei".

### Relação com Fliess
Durante o período formativo de seu trabalho, Freud passou a valorizar e depender do apoio intelectual e emocional de seu amigo Wilhelm Fliess, um especialista em otorrinolaringologia de Berlim, que conheceu pela primeira vez em 1887. Ambos se viam como isolados da corrente clínica e teórica dominante devido às suas ambições de desenvolver teorias radicais sobre a sexualidade. Fliess desenvolveu teorias bastante excêntricas sobre biorritmos e uma conexão nasogenital que hoje são consideradas pseudocientíficas. Ele compartilhava as opiniões de Freud sobre a importância de certos aspectos da sexualidade – masturbação, coitus interruptus e o uso de preservativos – na etiologia do que então se chamava "neuroses reais", principalmente neurastenia e certos sintomas de ansiedade manifestados fisicamente. Mantiveram uma extensa correspondência da qual Freud tirou as especulações de Fliess sobre a sexualidade infantil e a bissexualidade para elaborar e revisar suas próprias ideias. Sua primeira tentativa de uma teoria sistemática da mente, o Projeto para uma Psicologia Científica, foi desenvolvido como uma metapsicologia com Fliess como interlocutor. Contudo, os esforços de Freud para construir uma ponte entre a neurologia e a psicologia foram eventualmente abandonados após atingirem um impasse, como revelam suas cartas a Fliess, embora algumas ideias do Projeto tenham sido retomadas no capítulo final de A Interpretação dos Sonhos.
Freud pediu repetidamente a Fliess que operasse seu nariz e seios nasais para tratar a "neurose do reflexo nasal", e posteriormente encaminhou sua paciente Emma Eckstein para ele. Segundo Freud, o histórico de sintomas dela incluía fortes dores nas pernas com mobilidade restrita, além de dores estomacais e menstruais. Essas dores eram, segundo as teorias de Fliess, causadas por masturbação habitual que, uma vez que os tecidos do nariz e dos genitais estavam ligados, seria curável pela remoção de parte da concha nasal média. A cirurgia de Fliess foi desastrosa, resultando em sangramentos nasais recorrentes e abundantes; ele deixou meio metro de gaze na cavidade nasal de Eckstein, cuja remoção subsequente a deixou permanentemente desfigurada. A princípio, embora ciente da culpabilidade de Fliess e horrorizado com a cirurgia corretiva, Freud só conseguiu revelar de forma sutil, em sua correspondência com Fliess, a natureza de seu papel desastroso, e em cartas subsequentes manteve um silêncio tático sobre o assunto ou retornava ao tópico de salvação da face, relacionado à histeria de Eckstein. Freud concluiu, em última análise, à luz do histórico de auto-cortes na adolescência e sangramentos nasais (e menstruais) irregulares de Eckstein, que Fliess estava "completamente isento de culpa", pois as hemorragias pós-operatórias eram sangramentos "desejados" histéricos ligados a "um antigo desejo de ser amada em sua doença" e desencadeados como meio de "reacender o afeto [de Freud]". Mesmo assim, Eckstein continuou sua análise com Freud. Ela recuperou a mobilidade total e passou a praticar a psicanálise.
Freud, que chamou Fliess de "o Kepler da biologia", mais tarde concluiu que uma combinação de um apego homoerótico e o resíduo de seu "misticismo judaico específico" estava por trás de sua lealdade ao amigo judeu e sua consequente superestimação tanto de seu trabalho teórico quanto clínico. A amizade deles chegou a um fim amargo, com Fliess zangado pela relutância de Freud em endossar sua teoria geral da periodicidade sexual e acusando-o de conluio na apropriação de seu trabalho. Depois que Fliess não respondeu à oferta de Freud de colaboração sobre a publicação de seus Três Ensaios sobre a Teoria da Sexualidade em 1906, o relacionamento deles chegou ao fim.

### Desenvolvimento da psicanálise

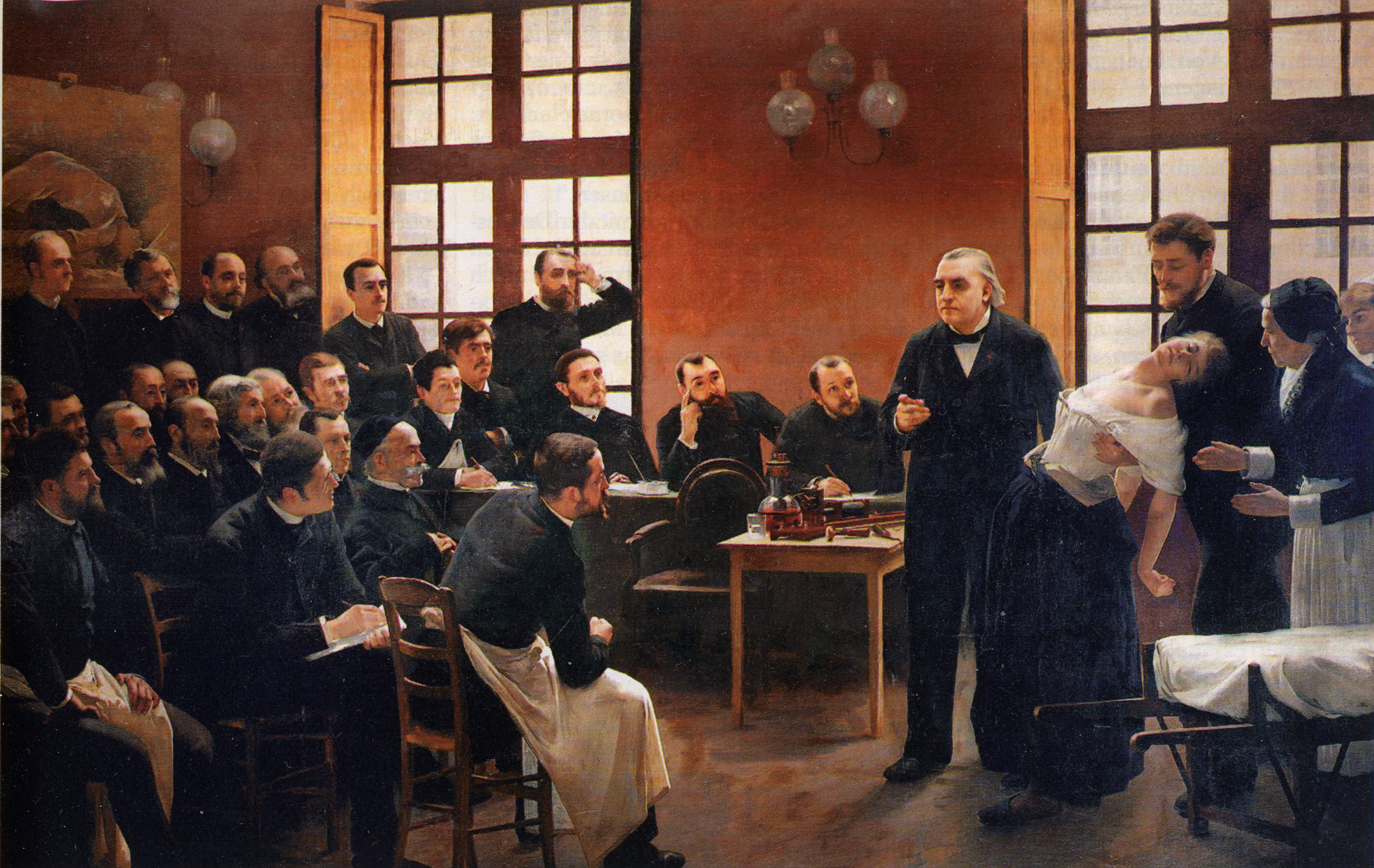
Uma Lição Clínica na Salpêtrière (1887) representando uma demonstração de Charcot. Freud possuía uma litografia desta pintura, colocada sobre o divã em seus consultórios.

Após estabelecer sua prática privada em Viena em 1886, Freud começou a utilizar a hipnose em seu trabalho clínico. Adotou a abordagem de seu amigo e colaborador, Josef Breuer, numa forma de hipnose diferente dos métodos franceses que estudara, na medida em que não utilizava a sugestão. O tratamento de uma paciente específica de Breuer foi transformador para a prática clínica de Freud. Descrita como Anna O., ela foi convidada a falar sobre seus sintomas enquanto estava sob hipnose (ela cunharia a expressão "cura pela fala"). Seus sintomas reduziram-se à medida que ela recuperava memórias de eventos traumáticos associados ao seu início.[carece de fontes?]
Os resultados inconsistentes do trabalho clínico inicial de Freud levaram-no, eventualmente, a abandonar a hipnose, concluindo que um alívio dos sintomas mais consistente e eficaz poderia ser alcançado encorajando os pacientes a falar livremente, sem censura ou inibição, sobre quaisquer ideias ou memórias que lhes ocorressem. Ele chamou esse procedimento de "livre associação". Em conjunto com isso, Freud descobriu que os sonhos dos pacientes poderiam ser analisados de forma frutífera para revelar a complexa estruturação do material inconsciente e para demonstrar a ação psíquica da repressão que, segundo ele, subjaz à formação dos sintomas. Em 1896, passou a usar o termo "psicanálise" para se referir a seu novo método clínico e às teorias que o fundamentavam.

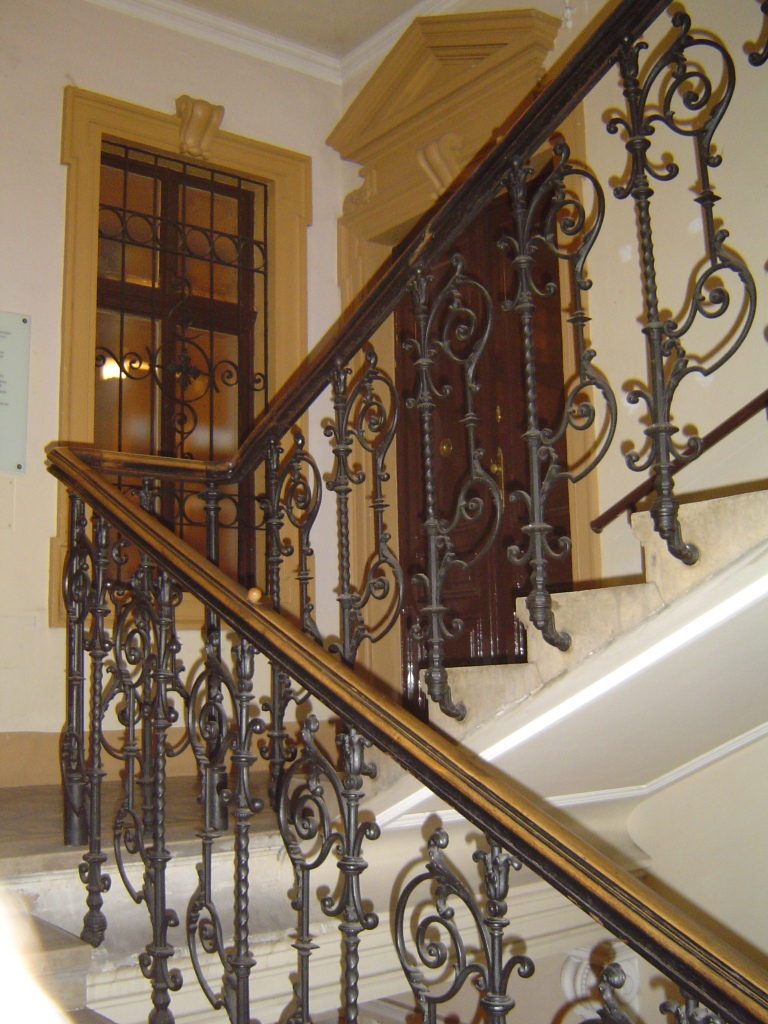
Acesso aos consultórios de Freud na Berggasse 19

O desenvolvimento dessas novas teorias por Freud ocorreu durante um período em que ele experimentava irregularidades cardíacas, sonhos perturbadores e períodos de depressão, uma "neurastenia" que ele associava à morte de seu pai em 1896 e que o impulsionou a realizar uma "autoanálise" de seus próprios sonhos e memórias da infância. Suas explorações dos sentimentos de hostilidade em relação ao pai e da inveja rival por afetos maternos levaram-no a revisar fundamentalmente sua teoria sobre a origem das neuroses.[carece de fontes?]
Com base em seu trabalho clínico inicial, Freud postulou que memórias inconscientes de moléstia sexual na infância eram uma condição necessária para as psiconeuroses (histeria e neurose obsessiva), formulação agora conhecida como teoria da sedução de Freud. À luz de sua autoanálise, Freud abandonou a teoria de que toda neurose pode ser rastreada aos efeitos de abusos sexuais na infância, passando a argumentar que cenários sexuais infantis ainda tinham função causativa, mas que não importava se eram reais ou imaginados e que, em ambos os casos, tornavam-se patogênicos apenas quando atuavam como memórias reprimidas.
Essa transição da teoria do trauma sexual infantil como explicação geral para a origem de todas as neuroses para uma que pressupõe a sexualidade infantil autônoma forneceu a base para a subsequente formulação de Freud da teoria do Complexo de Édipo.
Freud descreveu a evolução de seu método clínico e expôs sua teoria das origens psicogenéticas da histeria, demonstrada em vários estudos de caso, em Estudos sobre a Histeria, publicado em 1895 (coautoria com Josef Breuer). Em 1899, publicou A Interpretação dos Sonhos, no qual, após uma revisão crítica das teorias existentes, Freud fornece interpretações detalhadas dos sonhos próprios e de seus pacientes em termos de realização de desejos submetidos à repressão e à censura do "processo onírico". Em seguida, expõe o modelo teórico da estrutura mental (o inconsciente, o pré-consciente e o consciente) no qual essa explicação se baseia. Uma versão abreviada, Sobre os Sonhos, foi publicada em 1901. Em obras que lhe renderam um público mais amplo, Freud aplicou suas teorias fora do ambiente clínico em A Psicopatologia da Vida Cotidiana (1901) e O Chiste e sua Relação com o Inconsciente (1905). Em Três Ensaios sobre a Teoria da Sexualidade, publicado em 1905, Freud elabora sua teoria da sexualidade infantil, descrevendo suas formas "polimorfas perversas" e o funcionamento das "forças" que dela se originam na formação da identidade sexual. No mesmo ano, publicou Fragmento de uma Análise de um Caso de Histeria, que se tornou um dos estudos de caso mais famosos e controversos. Conhecido como o estudo de caso "Dora", para Freud foi ilustrativo da histeria como sintoma e contribuiu para sua compreensão da importância da transferência como fenômeno clínico. Em outros de seus primeiros estudos de caso, Freud descreveu a sintomatologia da neurose obsessiva no caso do Homem dos Ratos e a fobia no caso do Pequeno Hans.

### Primeiros seguidores

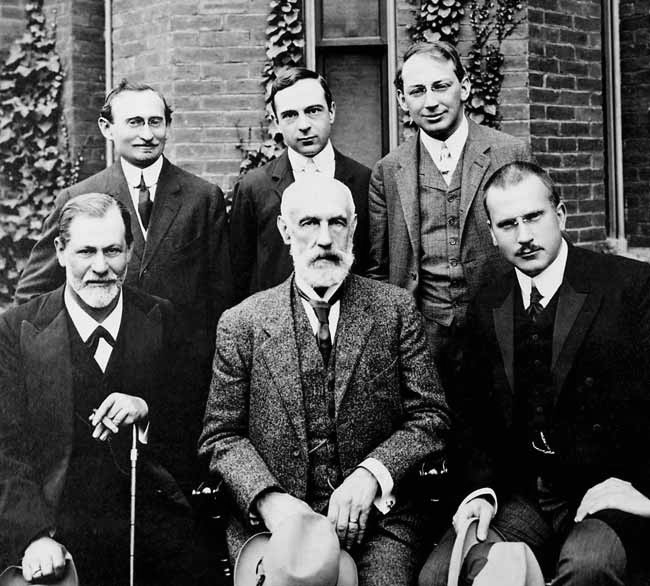
Na Universidade Clark, 1909. Primeira fila: Freud, G. Stanley Hall, Carl Jung; fila de trás: Abraham Brill, Ernest Jones, Sándor Ferenczi

Em 1902, Freud, finalmente, realizou sua longa ambição de ser nomeado professor universitário. O título de "professor extraordinarius" foi importante para Freud pelo reconhecimento e prestígio que conferia, não havendo salário ou obrigações de ensino vinculadas ao cargo (ele receberia o status aprimorado de "professor ordinarius" em 1920). Apesar do apoio da universidade, sua nomeação foi bloqueada em anos sucessivos pelas autoridades políticas, sendo garantida apenas com a intervenção de uma influente ex-paciente, a Baronesa Marie Ferstel, que (supostamente) teve que subornar o ministro da educação com uma pintura de valor.
Freud continuou com sua série regular de palestras sobre seu trabalho que, desde meados da década de 1880 como docente da Universidade de Viena, ministrava para pequenos públicos todas as noites de sábado no auditório da clínica psiquiátrica da universidade. A partir do outono de 1902, vários médicos vienenses que demonstraram interesse pelo trabalho de Freud foram convidados a se reunir em seu apartamento todas as quartas-feiras à tarde para discutir questões relacionadas à psicologia e neuropatologia. O grupo ficou conhecido como a Sociedade Psicológica das Quartas-feiras e marcou o início do movimento psicanalítico.
Freud fundou esse grupo de discussão a pedido do médico Wilhelm Stekel. Stekel havia estudado medicina; sua conversão à psicanálise é atribuída, de formas variadas, ao tratamento bem-sucedido que recebeu de Freud para um problema sexual ou à leitura de A Interpretação dos Sonhos, à qual posteriormente deu uma resenha positiva no jornal vienense Neues Wiener Tagblatt. Os outros três membros originais que Freud convidou para participar, Alfred Adler, Max Kahane e Rudolf Reitler, também eram médicos e todos os cinco eram judeus de nascimento. Tanto Kahane quanto Reitler eram amigos de infância de Freud, que haviam estudado com ele na universidade e acompanhavam o desenvolvimento de suas ideias assistindo às suas palestras de sábado à noite. Em 1901, Kahane, que apresentou o trabalho de Freud a Stekel, abriu um instituto de psicoterapia ambulatorial do qual era diretor em Viena. No mesmo ano, seu livro-texto de medicina, Resumo de Medicina Interna para Estudantes e Médicos em Exercício, foi publicado. Nele, ele apresentou um esboço do método psicanalítico de Freud. Kahane rompeu com Freud e deixou a Sociedade das Quartas-feiras em 1907 por razões desconhecidas e, em 1923, cometeu suicídio. Reitler foi diretor de um estabelecimento que oferecia tratamentos termais na Dorotheergasse e foi fundado em 1901. Ele morreu precocemente em 1917. Adler, considerado o intelecto mais formidável do círculo inicial de Freud, era socialista e, em 1898, havia escrito um manual de saúde para a categoria dos alfaiates. Estava particularmente interessado no impacto social potencial da psiquiatria.
Max Graf, um musicólogo vienense e pai do Pequeno Hans, que conheceu Freud pela primeira vez em 1900 e logo se juntou ao grupo das Quartas-feiras, descreveu o ritual e a atmosfera dos primeiros encontros da sociedade:
As reuniões seguiam um ritual definido. Primeiro, um dos membros apresentava um artigo. Depois, café preto e bolos eram servidos; charutos e cigarros estavam na mesa e eram consumidos em grande quantidade. Após um quarto de hora de convivência social, iniciava-se a discussão. A última e decisiva palavra era sempre proferida por Freud. Havia no ambiente a atmosfera da fundação de uma religião naquela sala. O próprio Freud era seu novo profeta que fazia os métodos de investigação psicológica até então prevalentes parecerem superficiais.

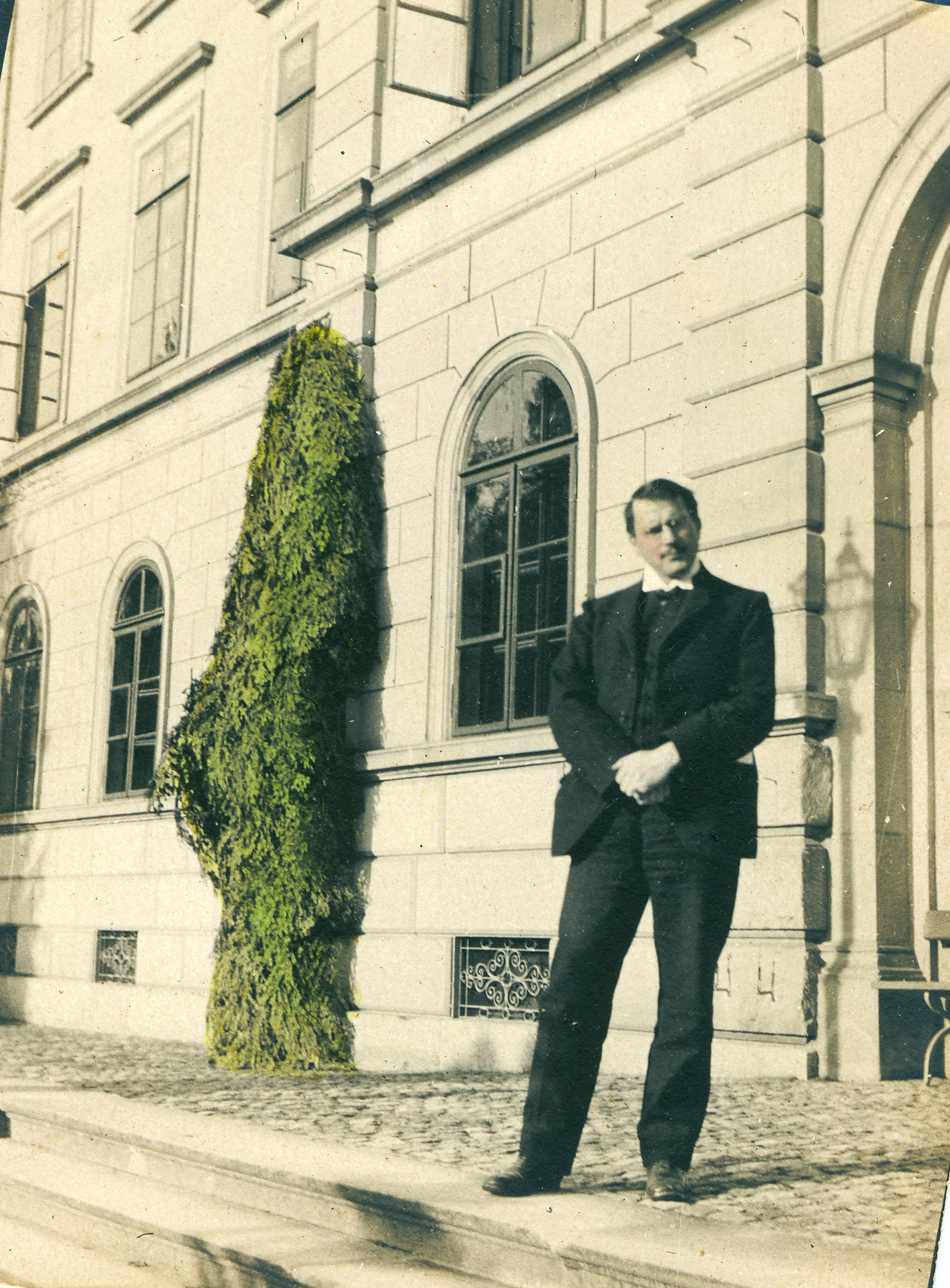
Carl Jung em 1910

Em 1906, o grupo cresceu para dezesseis membros, incluindo Otto Rank, que foi contratado como secretário remunerado do grupo. No mesmo ano, Freud iniciou correspondência com Carl Gustav Jung, que já era um pesquisador reconhecido academicamente na área de associação de palavras e na Resposta Galvânica da Pele, além de ser professor na Universidade de Zurique, embora ainda atuasse como assistente de Eugen Bleuler no Hospital Mental Burghölzli em Zurique. Em março de 1907, Jung e Ludwig Binswanger, também psiquiatra suíço, viajaram para Viena para visitar Freud e participar das reuniões do grupo. Posteriormente, estabeleceram um pequeno grupo psicanalítico em Zurique. Em 1908, refletindo o crescente status institucional, o grupo das Quartas-feiras foi reconstituído como a Sociedade Psicanalítica de Viena com Freud como presidente, cargo que ele abdicou em 1910 em favor de Adler, na esperança de neutralizar sua postura cada vez mais crítica.
A primeira mulher membro, Margarete Hilferding, juntou-se à Sociedade em 1910 e, no ano seguinte, ela foi acompanhada por Tatiana Rosenthal e Sabina Spielrein, ambas psiquiatras russas e graduadas da faculdade de medicina da Universidade de Zurique. Antes de concluir seus estudos, Spielrein havia sido paciente de Jung no Burghölzli e os detalhes clínicos e pessoais de sua relação se tornaram objeto de extensa correspondência entre Freud e Jung. Ambas viriam a fazer contribuições importantes para o trabalho da Sociedade Psicanalítica Russa, fundada em 1910.
Os primeiros seguidores de Freud se reuniram formalmente pela primeira vez no Hotel Bristol, em Salzburgo em 27 de abril de 1908. Essa reunião, que retrospectivamente foi considerada o primeiro Congresso Internacional de Psicanálise, foi convocada a pedido de Ernest Jones, então neurologista baseado em Londres, que descobriu os escritos de Freud e começou a aplicar os métodos psicanalíticos em seu trabalho clínico. Jones havia conhecido Jung em uma conferência no ano anterior e eles se reuniram novamente em Zurique para organizar o Congresso. Havia, segundo relatos de Jones, "quarenta e dois presentes, metade dos quais eram ou se tornaram analistas praticantes". Além de Jones e dos contingentes vienense e suíço que acompanhavam Freud e Jung, também presentes e notáveis por sua importância subsequente no movimento psicanalítico estavam Karl Abraham e Max Eitingon de Berlim, Sándor Ferenczi de Budapeste e o baseado em Nova York Abraham Brill.
Decisões importantes foram tomadas no Congresso para ampliar o impacto do trabalho de Freud. Um periódico, o Jahrbuch für psychoanalytische und psychopathologische Forschungen, foi lançado em 1909 sob a edição de Jung. Em 1910, seguiu-se o mensal Zentralblatt für Psychoanalyse, editado por Adler e Stekel, em 1911, Imago, um periódico dedicado à aplicação da psicanálise ao campo dos estudos culturais e literários, editado por Rank e, em 1913, a Internationale Zeitschrift für Psychoanalyse, também editado por Rank. Foram colocados em prática planos para uma associação internacional de psicanalistas e estes foram implementados no Congresso de Nuremberg de 1910, onde Jung foi eleito, com o apoio de Freud, como seu primeiro presidente.
Freud recorreu a Brill e Jones para impulsionar sua ambição de difundir a causa psicanalítica no mundo anglófono. Ambos foram convidados a Viena após o Congresso de Salzburgo e uma divisão de tarefas foi acordada, com Brill recebendo os direitos de tradução das obras de Freud, e Jones, que mais tarde assumiria um cargo na Universidade de Toronto, encarregado de estabelecer uma plataforma para as ideias freudianas na vida acadêmica e médica norte-americana. A defesa de Jones preparou o caminho para a visita de Freud aos Estados Unidos, acompanhado por Jung e Ferenczi, em setembro de 1909, a convite de G. Stanley Hall, presidente da Universidade Clark, em Worcester, Massachusetts, onde proferiu cinco palestras sobre psicanálise.
O evento, no qual Freud recebeu um Doutorado Honorário, marcou o primeiro reconhecimento público do trabalho de Freud e atraiu grande interesse da mídia. Entre os presentes estavam o renomado neurologista e psiquiatra James Jackson Putnam, Professor de Doenças do Sistema Nervoso em Harvard, que convidou Freud para sua residência de campo, onde realizaram extensas discussões durante quatro dias. O endosso público subsequente de Putnam ao trabalho de Freud representou um avanço significativo para a causa psicanalítica nos Estados Unidos. Quando Putnam e Jones organizaram a fundação da Associação Psicanalítica Americana em maio de 1911, eles foram eleitos presidente e secretário, respectivamente. Brill fundou a Sociedade Psicanalítica de Nova York no mesmo ano. Suas traduções para o inglês das obras de Freud começaram a aparecer a partir de 1909.

#### Renúncias da IPA
Alguns dos seguidores de Freud posteriormente se desvincularam da Associação Psicanalítica Internacional (IPA) e fundaram suas próprias escolas.
A partir de 1909, as visões de Adler sobre temas como neurose passaram a divergir consideravelmente das de Freud. Conforme a posição de Adler se tornava cada vez mais incompatível com o freudianismo, uma série de confrontos entre os pontos de vista respectivos ocorreram nas reuniões da Sociedade Psicanalítica de Viena em janeiro e fevereiro de 1911. Em fevereiro de 1911, Adler, então presidente da sociedade, renunciou ao cargo. Naquele momento, Stekel também renunciou à vice-presidência da sociedade. Adler deixou definitivamente o grupo freudiano em junho de 1911 para formar sua própria organização com outros nove membros que também haviam se afastado do grupo. Três membros da Sociedade Psicanalítica de Viena renunciaram ao mesmo tempo que Adler para estabelecer a Sociedade de Psicanálise Livre. Outros seis membros que tentaram manter ligações com ambos os campos, o adleriano e o freudiano, foram expulsos após Freud insistir que deveriam escolher um dos dois lados. Essa nova formação foi inicialmente chamada Sociedade para a Psicanálise Livre, mas logo foi renomeada para Sociedade para a Psicologia Individual. No período após a Primeira Guerra Mundial, Adler passou a ser cada vez mais associado a uma posição psicológica que ele desenvolveu, chamada psicologia individual.

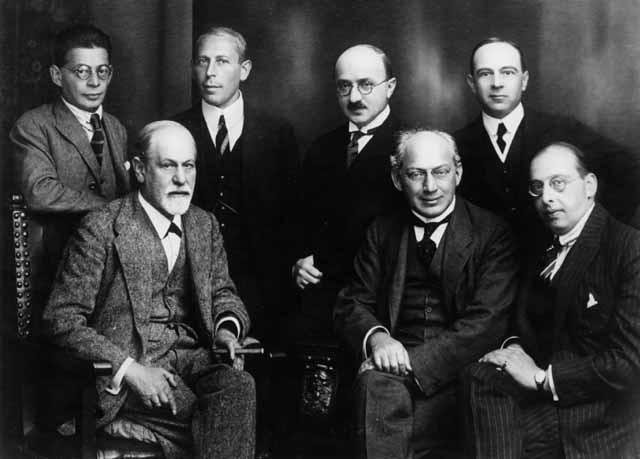
O Comitê em 1922 (da esquerda para a direita): Otto Rank, Sigmund Freud, Karl Abraham, Max Eitingon, Sándor Ferenczi, Ernest Jones e Hanns Sachs

Em 1912, Jung publicou Wandlungen und Symbole der Libido (publicado em inglês em 1916 como Psicologia do Inconsciente), deixando claro que suas visões se encaminhavam para uma direção bastante diferente das de Freud. Para distinguir seu sistema da psicanálise, Jung o chamou de psicologia analítica. Antecipando o rompimento final entre Freud e Jung, Ernest Jones iniciou a formação de um Comitê Secreto de leais, encarregado de salvaguardar a coerência teórica e o legado institucional do movimento psicanalítico. Formado no outono de 1912, o Comitê era composto por Freud, Jones, Abraham, Ferenczi, Rank e Hanns Sachs. Max Eitingon juntou-se ao Comitê em 1919. Cada membro se comprometeu a não manifestar publicamente qualquer divergência dos princípios fundamentais da teoria psicanalítica sem antes discutir suas ideias com os demais. Após esse desenvolvimento, Jung reconheceu que sua posição era insustentável e renunciou como editor do Jahrbuch e, em seguida, como presidente da IPA em abril de 1914. A filial de Zurique da IPA retirou sua filiação no mês seguinte.
Mais tarde, no mesmo ano, Freud publicou um artigo intitulado A História do Movimento Psicanalítico, cuja versão original em alemão foi publicada primeiramente no Jahrbuch, apresentando sua visão sobre o nascimento e evolução do movimento psicanalítico e a retirada de Adler e Jung dele.
A derradeira deserção do círculo íntimo de Freud ocorreu após a publicação, em 1924, de Rank com O Trauma do Nascimento, que outros membros do Comitê interpretaram como, efetivamente, um abandono do Complexo de Édipo como o pilar central da teoria psicanalítica. Abraham e Jones passaram a criticar Rank com mais vigor e, embora ele e Freud relutassem em romper sua longa e próxima relação, o rompimento finalmente ocorreu em 1926, quando Rank renunciou aos seus cargos oficiais na IPA e deixou Viena rumo a Paris. Seu lugar no comitê foi ocupado por Anna Freud. Rank acabou se estabelecendo nos Estados Unidos, onde suas revisões à teoria freudiana influenciaram uma nova geração de terapeutas que se sentiam desconfortáveis com as ortodoxias da IPA.

### Movimento psicanalítico inicial
Após a fundação da IPA em 1910, uma rede internacional de sociedades, institutos de formação e clínicas psicanalíticas se estabeleceu, e uma programação regular de Congressos bienais foi instituída após o fim da Primeira Guerra Mundial para coordenar suas atividades e como fórum para a apresentação de artigos sobre temas clínicos e teóricos.
Abraham e Eitingon fundaram a Sociedade Psicanalítica de Berlim em 1910 e, posteriormente, o Instituto Psicanalítico de Berlim e a Policlínica em 1920. As inovações da Policlínica, como o tratamento gratuito e a análise infantil, e a padronização do treinamento psicanalítico pelo Instituto de Berlim, tiveram grande influência no movimento psicanalítico mais amplo. Em 1927, Ernst Simmel fundou o Sanatório do Schloss Tegel nos arredores de Berlim, o primeiro estabelecimento desse tipo a oferecer tratamento psicanalítico em um contexto institucional. Freud organizou um fundo para ajudar a financiar suas atividades, e seu filho, o arquiteto Ernst, foi contratado para reformar o edifício. Ele foi forçado a fechar em 1931 por razões econômicas.
A Sociedade Psicanalítica de Moscou de 1910 tornou-se a Sociedade e Instituto Psicanalítico Russo em 1922. Os seguidores russos de Freud foram os primeiros a se beneficiarem das traduções de sua obra, sendo que a tradução russa de 1904 de A Interpretação dos Sonhos apareceu nove anos antes da edição inglesa de Brill. O Instituto Russo foi único ao receber apoio estatal para suas atividades, incluindo a publicação de traduções das obras de Freud. Esse apoio foi abruptamente cancelado em 1924, quando Joseph Stalin chegou ao poder, e a psicanálise foi denunciada por motivos ideológicos.
Após ajudar a fundar a Associação Psicanalítica Americana em 1911, Ernest Jones retornou à Grã-Bretanha vindo do Canadá em 1913 e fundou a Sociedade Psicanalítica de Londres. Em 1919, dissolveu essa organização e, com seu núcleo purgado dos aderentes junguianos, fundou a Sociedade Psicanalítica Britânica, atuando como seu presidente até 1944. O Instituto de Psicanálise foi estabelecido em 1924 e a Clínica de Psicanálise de Londres, em 1926, ambos sob a direção de Jones.
O Ambulatorio de Viena foi estabelecido em 1922 e o Instituto Psicanalítico de Viena fundado em 1924 sob a direção de Helene Deutsch. Ferenczi fundou o Instituto Psicanalítico de Budapeste em 1913 e uma clínica em 1929.
Sociedades e institutos psicanalíticos foram estabelecidos na Suíça (1919), França (1926), Itália (1932), Holanda (1933), Noruega (1933) e em Palestina (Jerusalém, 1933) por Eitingon, que fugiu de Berlim após a ascensão de Adolf Hitler ao poder. O Instituto Psicanalítico de Nova York foi fundado em 1931.
O Congresso de Berlim de 1922 foi o último que Freud participou. Nessa época, sua fala estava seriamente comprometida pelo dispositivo protético que necessitava devido a uma série de operações em sua mandíbula cancerosa. Ele acompanhava os desenvolvimentos por meio de correspondência regular com seus principais seguidores e por meio das cartas circulares e reuniões do Comitê Secreto, das quais continuou a participar.
O Comitê continuou a funcionar até 1927, quando os desenvolvimentos institucionais na IPA, como o estabelecimento da Comissão Internacional de Formação, resolveram as questões sobre a transmissão da teoria e prática psicanalíticas. Contudo, ainda persistiam diferenças significativas sobre a questão da análise de leigos – isto é, a aceitação de candidatos não qualificados medicamente para o treinamento psicanalítico. Freud expôs seu argumento a favor em 1926 em A Questão da Análise Leiga. Ele era resoluto em oposição às sociedades americanas, que expressavam preocupações quanto aos padrões profissionais e ao risco de litígio (embora os analistas infantis fossem isentos). Essas preocupações também eram compartilhadas por alguns de seus colegas europeus. Eventualmente, chegou-se a um acordo permitindo que as sociedades definissem de forma autônoma os critérios para os candidatos.
Em 1930, Freud recebeu o Prêmio Goethe em reconhecimento às suas contribuições para a psicologia e a cultura literária alemã.

### Pacientes
Freud usou pseudônimos em seus estudos de caso. Alguns pacientes conhecidos por pseudônimos foram Cäcilie M. (Anna von Lieben); Dora (Ida Bauer, 1882–1945); Frau Emmy von N. (Fanny Moser); Fräulein Elisabeth von R. (Ilona Weiss); Fräulein Katharina (Aurelia Kronich); Fräulein Lucy R.; Little Hans (Herbert Graf, 1903–1973); Rat Man (Ernst Lanzer); Enos Fingy (Joshua Wild); e Wolf Man (Sergei Pankejeff). Outros pacientes famosos incluíam Príncipe Pedro Augusto do Brasil; H.D.; Emma Eckstein; Gustav Mahler, com quem Freud teve apenas uma consulta prolongada; Princess Marie Bonaparte; Edith Banfield Jackson; e Albert Hirst.

### Câncer
Em 1917, Freud notou uma lesão dolorosa no palato, mas, após ela recuar, não procurou atendimento médico. Em fevereiro de 1923, o crescimento se espalhou, momento em que Freud o identificou como sendo leucoplasia ou epitelioma, causado por seu hábito de fumar. Relutante em abandonar o fumo, inicialmente manteve seus sintomas em segredo. Freud consultou posteriormente o dermatologista Maximilian Steiner, que lhe aconselhou a parar de fumar, minimizando as implicações da lesão. Pouco depois, Freud se encontrou com Felix Deutsch, que também relutou em dizer a Freud que o crescimento era cancerígeno. Ele também o descreveu como um caso de leucoplasia. Ambos disseram a Freud para abandonar o fumo, e Deutsch recomendou que ele procurasse tratamento cirúrgico. Freud foi tratado por Marcus Hajek, um otorrinolaringologista cuja competência ele já havia questionado. Hajek realizou uma cirurgia cosmética desnecessária no ambulatório de sua clínica. Freud sangrou durante e após a operação e pode ter escapado por pouco da morte. Em uma visita subsequente, Deutsch observou que seria necessária outra cirurgia, mas não informou a Freud que ele tinha câncer por receio de que Freud cometesse suicídio.

### Fuga do Nazismo
Em janeiro de 1933, o Partido Nazista assumiu o controle da Alemanha, e os livros de Freud foram alvos nas queimadas pelos nazistas. Freud comentou a Ernest Jones: "Que progresso estamos fazendo. Na Idade Média eles teriam me queimado. Agora, contentam-se em queimar meus livros." Freud subestimou a ameaça nazista crescente e permaneceu determinado a ficar em Viena, mesmo após o Anschluss em 13 de março de 1938 e os surtos de antissemitismo que se seguiram. Jones, então presidente da Associação Psicanalítica Internacional (IPA), voou para Viena em 15 de março, determinado a convencer Freud a mudar de ideia e buscar exílio na Grã-Bretanha. Essa perspectiva e o choque causado pela prisão e interrogatório de Anna Freud pela Gestapo finalmente convenceram Freud de que era hora de partir. Jones partiu para Londres na semana seguinte com uma lista fornecida por Freud dos emigrantes para os quais seriam necessários vistos de imigração. De volta a Londres, Jones usou sua relação pessoal com o Secretário do Interior, Sir Samuel Hoare, para acelerar a concessão dos vistos. Foram dezessete no total, e vistos de trabalho foram providenciados quando pertinentes. Jones também utilizou sua influência em círculos científicos, persuadindo o presidente da Royal Society, Sir William Bragg, a escrever ao Secretário de Relações Exteriores Lord Halifax, solicitando que pressão diplomática fosse aplicada, com bons resultados, em Berlim e Viena em favor de Freud. Freud também contou com o apoio de diplomatas americanos, notadamente seu ex-paciente e embaixador americano na França, William Bullitt. Bullitt alertou o presidente dos EUA, Franklin D. Roosevelt, sobre os perigos crescentes enfrentados pelos Freud, resultando na organização, pelo cônsul-geral americano em Viena, John Cooper Wiley, do monitoramento regular da Berggasse 19. Ele também interveio por telefone durante o interrogatório da Gestapo de Anna Freud.
A partida de Viena ocorreu de forma escalonada ao longo de abril e maio de 1938. O neto de Freud, Ernst Halberstadt, e a esposa e filhos de Martin Freud partiram para Paris em abril. A cunhada de Freud, Minna Bernays, deixou Viena para Londres em 5 de maio, Martin Freud na semana seguinte, e a filha de Freud, Mathilde, e seu marido, Robert Hollitscher, em 24 de maio.
No final do mês, as providências para a própria partida de Freud para Londres ficaram paralisadas, imersas num processo legalmente tortuoso e financeiramente extorsivo de negociação com as autoridades nazistas. Sob regulamentos impostos à população judaica pelos nazistas, foi nomeado um Kommissar para administrar os bens de Freud e da IPA. Freud foi designado a Dr. Anton Sauerwald, que havia estudado química na Universidade de Viena sob o Professor Josef Herzig, um velho amigo de Freud. Sauerwald leu os livros de Freud para conhecer melhor o trabalho dele e tornou-se simpático. Embora exigido a divulgar detalhes de todas as contas bancárias de Freud aos seus superiores e a providenciar a destruição da histórica biblioteca da IPA, Sauerwald não fez nenhum dos dois. Em vez disso, retirou evidências das contas bancárias estrangeiras de Freud para seu cofre particular e providenciou o armazenamento da biblioteca da IPA na Biblioteca Nacional da Áustria, onde permaneceu até o fim da guerra.

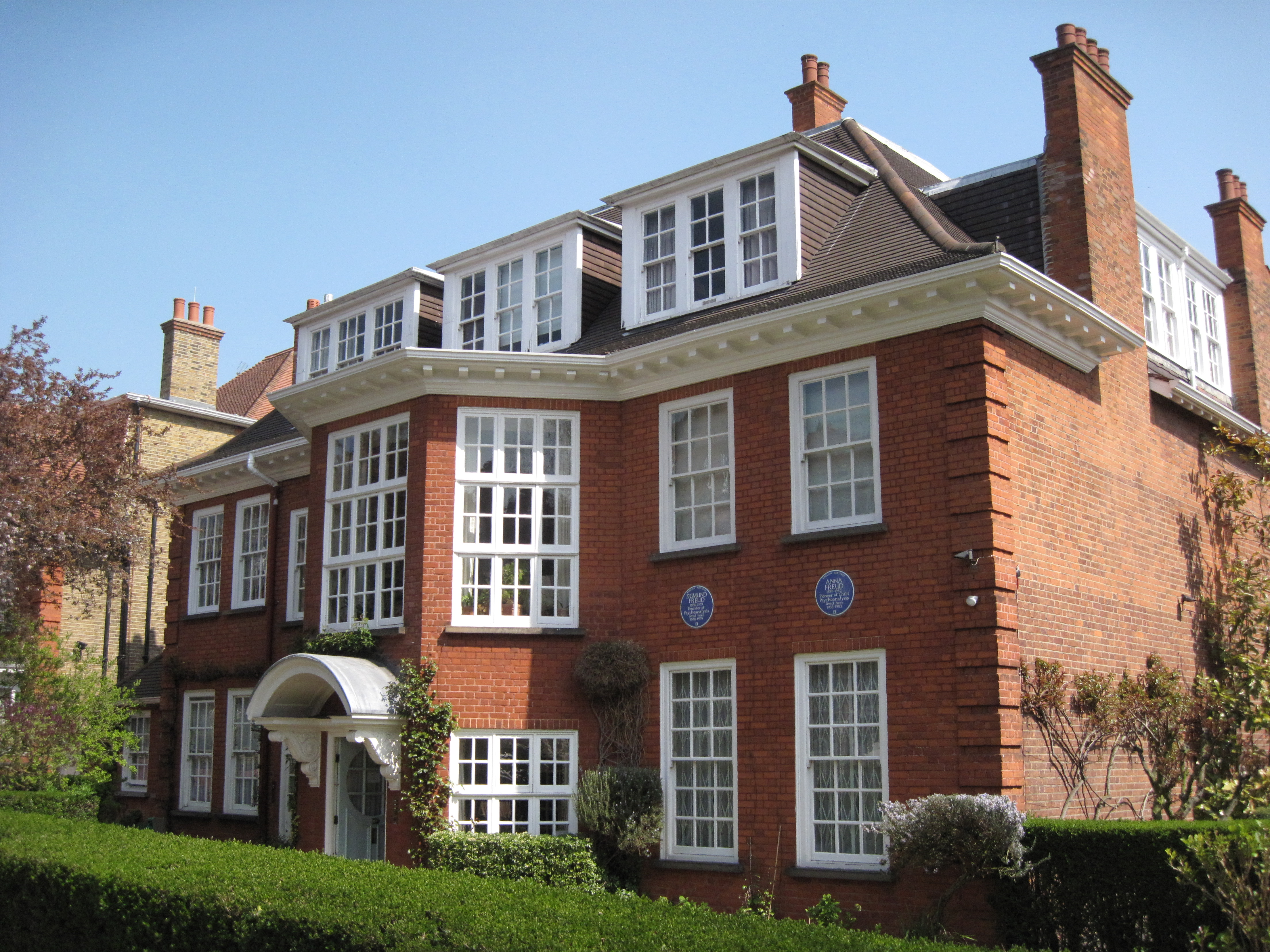
Última residência de Freud, agora Museu Freud, em Hampstead, norte de Londres

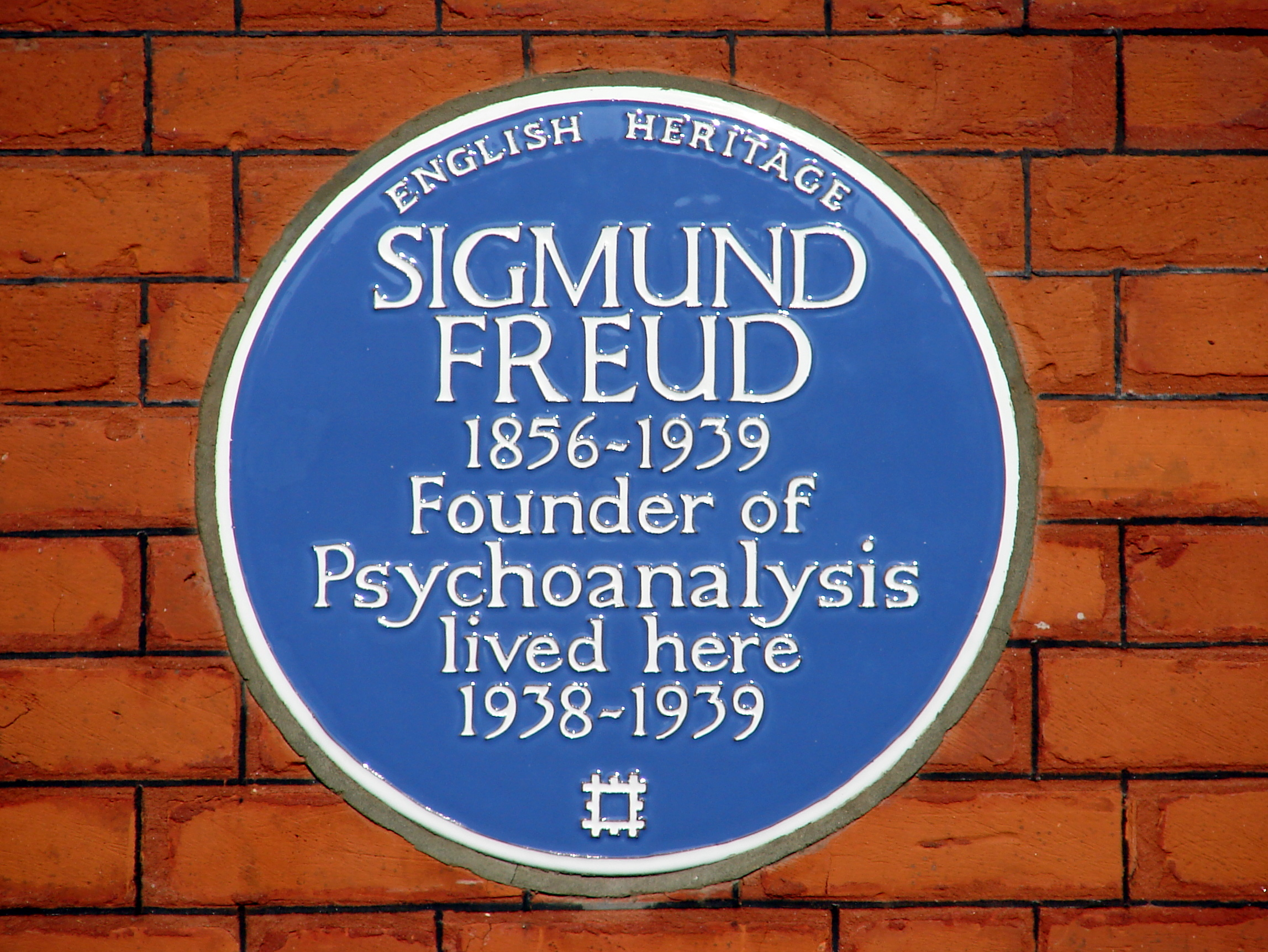
Placa comemorativa em sua residência em Hampstead, encomendada pelo English Heritage

Embora a intervenção de Sauerwald tenha reduzido o peso financeiro do Imposto de Fuga do Reich sobre os bens declarados de Freud, outras cobranças substanciais foram aplicadas referentes às dívidas da IPA e à valiosa coleção de antiguidades que Freud possuía. Incapaz de acessar suas próprias contas, Freud recorreu à princesa Marie Bonaparte, a mais eminente e rica de suas seguidoras francesas, que viajou a Viena para oferecer apoio, e foi ela quem disponibilizou os fundos necessários. Isso permitiu que Sauerwald assinasse os vistos de saída necessários para Freud, sua esposa Martha e sua filha Anna. Eles deixaram Viena no Expresso do Oriente em 4 de junho, acompanhados por sua governanta e um médico, chegando a Paris no dia seguinte, onde ficaram como hóspedes de Marie Bonaparte, antes de viajar durante a noite para Londres, chegando na Estação Victoria de Londres em 6 de junho.
Entre os que logo passaram a visitar Freud em Londres para prestar homenagens estavam Salvador Dalí, Stefan Zweig, Leonard e Virginia Woolf, e H. G. Wells. Representantes da Royal Society compareceram com a Carta da Sociedade para Freud, que havia sido eleito Membro Estrangeiro em 1936, para que ele assinasse sua filiação. Marie Bonaparte chegou perto do fim de junho para discutir o destino das quatro irmãs idosas de Freud em Viena. Suas tentativas subsequentes de obter vistos de saída para elas falharam; todas foram assassinadas em campos de concentração nazistas.
No início de 1939, Sauerwald chegou a Londres em circunstâncias misteriosas, onde se encontrou com o irmão de Freud, Alexander. Ele foi julgado e preso, em 1945, por um tribunal austríaco por suas atividades como oficial do Partido Nazista. Em resposta a um pedido de sua esposa, Anna Freud escreveu para confirmar que Sauerwald "usou seu cargo como nosso comissário designado de forma a proteger meu pai". Sua intervenção ajudou a assegurar a libertação de Sauerwald em 1947.
A nova residência da família Freud foi estabelecida em Hampstead em 20 Maresfield Gardens em setembro de 1938. O filho arquiteto de Freud, Ernst, projetou modificações no edifício, incluindo a instalação de um elevador elétrico. Os espaços de estudo e biblioteca foram organizados para criar a atmosfera e a impressão visual dos consultórios de Viena. Ele continuou a atender pacientes ali até os estágios terminais de sua doença. Também trabalhou em seus últimos livros, Moisés e o Monoteísmo, publicado em alemão em 1938 e em inglês no ano seguinte e o inacabado Um Esboço da Psicanálise, que foi publicado postumamente.

### Morte

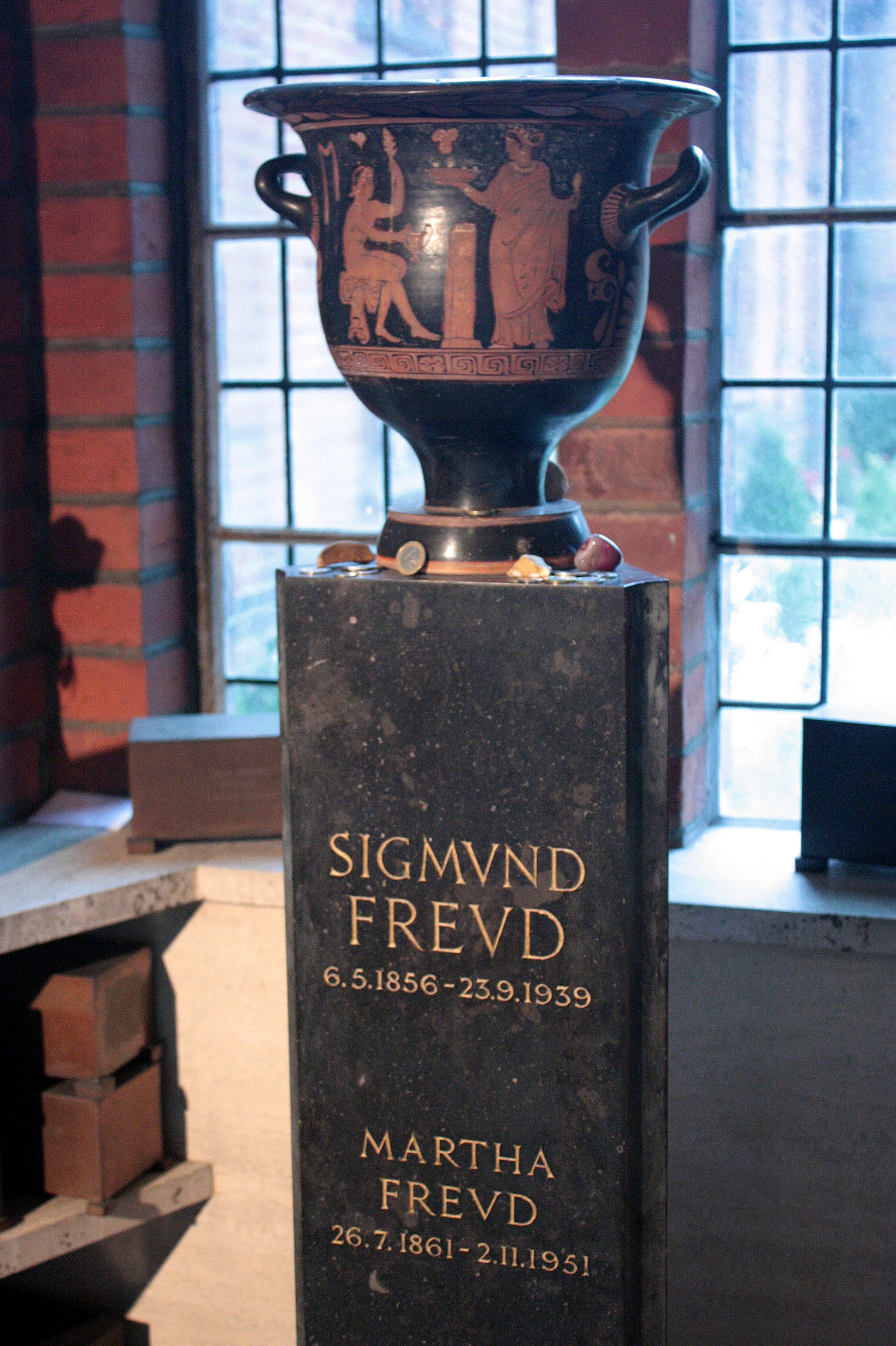
As cinzas de Freud no "Canto Freud" no Golders Green Crematorium, Londres

Por meados de setembro de 1939, o câncer de Freud causava-lhe dores cada vez mais intensas e havia sido declarado inoperável. O último livro que leu, La Peau de chagrin de Honoré de Balzac, o levou a refletir sobre sua própria crescente fragilidade, e poucos dias depois ele recorreu ao seu médico, amigo e também refugiado, Max Schur, lembrando-lhe que haviam previamente discutido os estágios terminais de sua doença: "Schur, você se lembra do nosso 'acordo' de não me abandonar quando chegasse a hora. Agora isso é pura tortura e não faz sentido." Quando Schur respondeu que não se esquecera, Freud disse "agradeço" e depois, "Converse com Anna e, se ela achar que é o correto, então ponha fim a isso." Anna Freud desejava adiar a morte de seu pai, mas Schur a convenceu de que era inútil mantê-lo vivo; nos dias 21 e 22 de setembro, ele administrou doses de morfina que resultaram na morte de Freud por volta das 3 da manhã de 23 setembro de 1939.
Contudo, discrepâncias nas versões fornecidas por Schur sobre seu papel nas últimas horas de Freud levaram a inconsistências entre os principais biógrafos de Freud. Uma versão revisada propõe que Schur estava ausente do leito de morte de Freud quando uma terceira e última dose de morfina foi administrada pela Dra. Josephine Stross, colega de Anna Freud, levando à morte de Freud por volta da meia-noite de 23 de setembro de 1939.
Três dias após sua morte, o corpo de Freud foi cremado no Golders Green Crematorium, com os diretores funerários Harrods atuando conforme as instruções de seu filho, Ernst. Foram proferidas orações fúnebres por Ernest Jones e pelo autor austríaco Stefan Zweig. As cinzas de Freud foram posteriormente colocadas em um canto do Columbário Ernest George no crematório, sobre um pedestal desenhado por seu filho, Ernst, num cratera de sino de cerâmica da Grécia Antiga pintada com cenas dionisíacas que Freud havia recebido de presente de Marie Bonaparte, e que manteve em seu estudo em Viena por muitos anos. Após a morte de sua esposa, Martha, em 1951, as cinzas dela também foram colocadas na urna.

## Teoria e conceitos

### Fundamentos da terapia freudiana
O objetivo da terapia freudiana ou psicanálise é, relacionando conceitos cartesianos da mente e conceitos da hidráulica, mover (mediante a associação livre e a interpretação dos sonhos) os pensamentos e sentimentos reprimidos (explicados como uma forma de energia) através do consciente para permitir, ao sujeito, a catarse que provocaria a cura automática.

### Pensamento e Linguagem
Em suas teorias, Freud afirma que os pensamentos humanos são desenvolvidos por processos diferenciados, relacionando tal ideia à de que o nosso cérebro trabalha essencialmente no campo da semântica, isto é, a mente desenvolve os pensamentos num sistema intrincado de linguagem baseada em imagens, as quais são meras representações de significados latentes. Em diversas obras, como "A Interpretação dos Sonhos", "A Psicopatologia da Vida Cotidiana" e "Os Chistes e suas Relações com o Inconsciente", Freud não só desenvolve sua teoria sobre o inconsciente da mente humana, como articula o conteúdo do inconsciente ao ato da fala, especialmente aos atos falhos. Para Freud, a consciência humana subdivide-se em três níveis: consciente, pré-consciente e inconsciente. O primeiro contém o material perceptível; o segundo, o material latente, mas passível de emergir à consciência com certa facilidade; e o terceiro contém o material de difícil acesso, isto é, o conteúdo mais profundo da mente, que está ligado aos instintos primitivos do homem.[carece de fontes?]
Os níveis de consciência estão distribuídos entre as três entidades que formam a mente humana, ou seja, o Id, o Ego e o Superego.
Segundo Freud, o conteúdo do inconsciente é, muitas vezes, reprimido pelo Ego. Para driblar a repressão, as ideias inconscientes apelam aos mecanismos definidos por Freud em sua obra "A Interpretação dos Sonhos", como deslocamento e condensação. Estes dois, mais tarde, seriam relacionados por Jacobson à metonímia e metáfora, respectivamente.
Portanto, as representações de ideias inconscientes manifestam-se nos sonhos como símbolos imagéticos, tanto metafóricos quanto metonímicos. Aplicando o conceito à fala, o inconsciente consegue expelir ideias recalcadas através dos chistes ou atos falhos. Freud propõe que as piadas ou as "trocas de palavras por acidente" nem sempre são inócuas. Antes, são mecanismos da fala que articulam ideias aparentes com ideias reprimidas, são meios pelos quais é possível exprimir os instintos primitivos.
Deste modo, Freud cria uma inter-relação entre os campos da linguística e da psicanálise, que será retomada por estudiosos posteriores, como Jacques-Marie Émile Lacan.

### Teoria da Representação

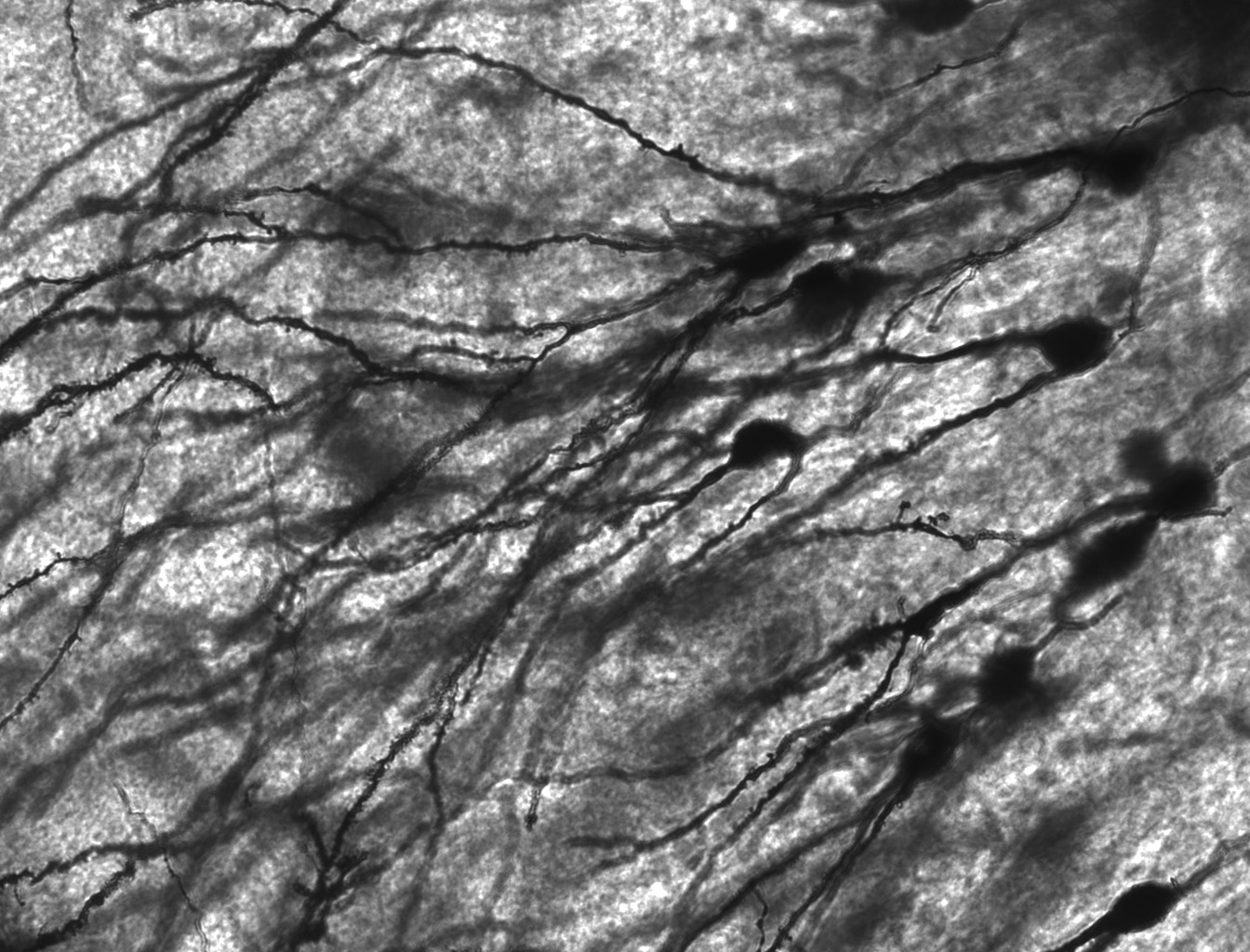
Rede de neurônios associados

O fenômeno representacional psíquico está relacionado ao sistema nervoso humano. As representações, segundo Freud, são analógicas e imagéticas. Estas se inter-relacionam através de redes associativas. As redes associativas das representações são provenientes do processo fisiológico cerebral, que se baseia em uma rede de neurônios. Esse processo ocorre através de um mecanismo reflexo: a informação parte por uma rede associativa de neurônios até chegar à região motora e sensorial. Ela provoca então, modificações nas células centrais, causando a formação das representações.[carece de fontes?]
Enquanto elementos, as representações são originadas da percepção sensorial do indivíduo. São unidades mentais tanto de objetos, como de situações, sensações, relações.[carece de fontes?]
A representação de objeto, também chamada de representação da "coisa", é "um complexo de associações, formado por uma grande variedade de apresentações visuais, acústicas, táteis, cinestésicas e outras", de acordo com Freud.[carece de fontes?]
As emoções, por exemplo, são processos de descarga de energia, que são percebidos como os sentimentos. São as chamadas representações imagéticas, que não formam imagens psíquicas, e sim traços mnésicos de sensações.[carece de fontes?]
É preciso destacar que as relações entre as representações não são a demonstração e a manifestação dos sentimentos, dos afetos, das emoções. A relação entre os tipos de representação formam as ideias, ou seja, as relações associativas contidas nas representações de objeto (captadas pelos processos perceptivos) formam os complexos de sensações associados, dando origem a uma representação completa. Portanto, um único objeto representado na mente é constituído por seus vários aspectos sensoriais da realidade externa: cor, gosto, textura, cheiro e coisas do gênero.

### Teoria do processo de pensamento
Segundo Freud, o processo de pensamento é a ativação ou inibição dos complexos de sensações associadas que tornam, possível, o fenômeno representacional psíquico, o que se dá através da energia que flui no sistema nervoso pelos sistemas de neurônios. Podemos distinguir, neste processamento, um nível primário e um secundário.

#### Processo Primário
Associado ao inconsciente, o processamento primário do pensamento é aquele que dirige ações imediatas ou reflexas, sendo associado, assim, ao prazer, ao emocional do indivíduo e ao fenômeno de arco reflexo. Nele, a energia presente no aparelho mental flui livremente pelas representações, do polo do estímulo ao da resposta.

#### Processo Secundário
O processo de pensamento secundário, por outro lado, está associado ao pré-consciente, também chamado de "ação interiorizada" ou, ainda, de "processo racional do pensamento". Nele, o escoamento de energia mental fica retido, só acontecendo após uma série de associações, as quais se refletem no aparelho psíquico. As ações decorrentes dessa forma de processamento devem ser tomadas com base no mundo externo, no contexto em que a pessoa se encontra e em seus objetivos. Assim, ao contrário da energia do processo primário, que é livre, a energia do secundário é condicional, ou seja, está sujeita a quaisquer ações.

### Divisão do Inconsciente
Freud procurou uma explicação à forma de operar do inconsciente, propondo uma estrutura particular. No primeiro tópico, recorre à imagem do iceberg em que o consciente corresponde à parte clara, e o inconsciente corresponde à parte não visível, ou seja, à parte submersa do iceberg. De sua teoria, ele estava preocupado em estudar o que levava à formação dos sintomas psicossomáticos (principalmente a histeria, por isso apenas os conceitos de inconsciente, pré-consciente e consciente eram suficientes). Quando sua preocupação se virou para a forma como se dava o processo da repressão, passou a adotar os conceitos de id, ego e superego.
- O id representa os processos primitivos do pensamento e constitui, segundo Freud, o reservatório das pulsões, dessa forma toda energia envolvida na atividade humana seria advinda do Id. Inicialmente, considerou que todas essas pulsões seriam ou de origem sexual, ou que atuariam no sentido de autopreservação. Posteriormente, introduziu o conceito das pulsões de morte, que atuariam no sentido contrário ao das pulsões de agregação e preservação da vida. O Id é responsável pelas demandas mais primitivas e perversas.
- O Ego, permanece entre ambos, alternando nossas necessidades primitivas e nossas crenças éticas e morais. É a instância na que se inclui a consciência. Um eu saudável proporciona a habilidade para adaptar-se à realidade e interagir com o mundo exterior de uma maneira que seja cômoda para o id e o superego.
- O Superego, a parte que contra-age ao id, representa os pensamentos morais e éticos internalizados.

Freud estava especialmente interessado na dinâmica destas três partes da mente. Argumentou que essa relação é influenciada por fatores ou energias inatas, que chamou de pulsões. Descreveu duas pulsões antagónicas: Eros, uma pulsão sexual com tendência à preservação da vida, e Tânato, a pulsão da morte, que levaria à segregação de tudo o que é vivo, à destruição. Ambas as pulsões não agem de forma isolada, estão sempre trabalhando em conjunto. Como no exemplo de se alimentar, embora haja pulsão de vida presente, afinal a finalidade de se alimentar é a manutenção da vida, existe também a pulsão de morte presente, pois é necessário que se destrua o alimento antes de ingeri-lo, e aí está presente um elemento agressivo, de segregação.
Além de suas "tópicas", em seu sistema de metapsicologia, Freud constantemente reelaborará esses conceitos ao longo de suas obras e especula sobre outros novos, a exemplo do princípio de Nirvana.

#### Mecanismos de defesa
As percepções de um acontecimento, do mundo externo ou interno, pode ser algo muito constrangedor, doloroso, desorganizador, para evitar esse desprazer, a pessoa "deforma" ou suprime a realidade – deixa de registrar percepções externas, afasta determinados conteúdos, psíquicos, interfere no pensamento. São vários mecanismos que o indivíduo pode realizar essa deformação da realidade, chamados mecanismos de defesa, são eles:[carece de fontes?]
- Recalque: indivíduo "não vê" ou "não ouve" o que ocorre. Existe a supressão de uma parte da realidade;
- Formação reativa: o ego procura afetar o desejo que vai para determinada direção, e para isso o indivíduo adota uma atitude oposta á esse desejo;
- Regressão: o indivíduo retorna as etapas anteriores do seu desenvolvimento, é passagem para modos de expressão primitivos;
- Projeção: é uma confluência de distorções do mundo externo e interno. O indivíduo localiza no mundo externo e não percebe que aquilo foi projetado com algo que considera indesejável;
- Racionalização: o indivíduo constrói uma argumentação intelectualmente convincente e aceitável, que justifica os estados "deformados" de convivência.

### Libido
O conceito de libido desempenha um papel central na psicanálise. Nos primeiros trabalhos de Freud, a libido é definida como o impulso vital de autopreservação da espécie, e compreende tanto a energia sexual no sentido estrito, quanto o fenômeno da pulsão do desejo e do prazer. Mais tarde, ele adota uma visão mais geralista de que o impulso de autopreservação tem origem libidinosa, confrontando a libido com a pulsão de morte.[carece de fontes?]
Freud também acreditava que a libido amadurecia nos indivíduos por meio da troca de seu objeto (ou objetivo). Argumentava que os humanos nascem "polimorficamente perversos", no sentido de que uma grande variedade de objetos possam ser uma fonte de prazer, sem ter a pretensão de se chegar à finalidade última, ou seja, o ato sexual. O desenvolvimento psicossexual ocorreria em etapas, de acordo com a área na qual a libido está mais concentrada: a etapa oral (exemplificada pelo prazer dos bebês ao chupar a chupeta, que não tem nenhuma função vital, mas apenas a de proporcionar prazer); a etapa anal (exemplificada pelo prazer das crianças ao controlar sua defecação); e logo a etapa fálica (que é demonstrada pela manipulação dos órgãos genitais).[carece de fontes?]
Até então, percebe-se que a libido é voltada para o próprio ego, ou seja, a criança sente prazer consigo mesma. O primeiro investimento objetal da libido, segundo Freud, ocorreria no progenitor do sexo oposto, esta fase caracterizada pelo investimento libidinal em um dos progenitores (se chama complexo de Édipo). A criança percebe, então, que, entre ela e a mãe (no caso de um menino), existe o pai, impedindo a comunhão por ele desejada. A criança passa então a amar a mãe e a experienciar um sentimento antagônico de amor e ódio com relação ao pai. Ela percebe, então, que tanto o amor vivido com a mãe como o ódio vivido com o pai são proibidos e o complexo de Édipo é, então, finalizado com o surgimento do superego, com a desistência da criança com relação à mãe e com a identificação do menino com o pai.[carece de fontes?]

### Transferência
Outro elemento importante da psicanálise é a pouca intervenção do psicanalista, para que o paciente possa projetar seus pensamentos e sentimentos no psicanalista. Através deste processo, chamado de transferência, o paciente pode reconstruir e resolver conflitos reprimidos (causadores de sua doença), especialmente conflitos da infância com seus pais.

## Freud e a neurologia
É menos conhecido o interesse de Freud pela neurologia. No início de sua carreira, investigou a paralisia cerebral. Publicou numerosos artigos médicos neste campo. Também mostrou que a doença existia muito antes de outros pesquisadores de seu tempo terem notícia dela e de a estudarem. Também sugeriu que era errado que esta doença, segundo descrito por William Little (cirurgião ortopédico britânico), tivesse, como causa, uma falta de oxigênio durante o nascimento. Ao invés disso, Freud afirmou que as complicações no parto eram somente um sintoma do problema. Somente na década de 1980, suas especulações foram confirmadas por pesquisadores modernos.[carece de fontes?]
Nas últimas décadas o modelo estrutural de Freud tem sido validado pelas pesquisas que buscam correlacionar a neurociência e a psicanálise. Os dados que verificam as descrições de Freud da segunda tópica confirmam seu lugar na neurofisiologia hoje e permanecem abertos à discussão para melhor compreensão da mente humana.

## Inovações de Freud
Freud foi inovador. Simultaneamente, desenvolveu uma teoria da mente e da conduta humana, e uma técnica terapêutica para ajudar pessoas afetadas psiquicamente. Alguns de seus seguidores afirmam estar influenciados por um, mas não pelo outro campo.
Provavelmente a contribuição mais significativa que Freud fez ao pensamento moderno é a de tentar dar, ao conceito de inconsciente, um status científico (não compartilhado por várias áreas da ciência e da psicologia). Seus conceitos de inconsciente, desejos inconscientes e repressão foram revolucionários; propõem uma mente dividida em camadas ou níveis, dominada em certa medida por vontades primitivas que estão escondidas sob a consciência e que se manifestam nos lapsos e nos sonhos.
Em sua obra mais conhecida, A Interpretação dos Sonhos, Freud explica o argumento para postular o novo modelo do inconsciente e desenvolve um método para conseguir o acesso ao mesmo, tomando elementos de suas experiências prévias com as técnicas de hipnose.
Como parte de sua teoria, Freud postula também a existência de um pré-consciente, que descreve como a camada entre o consciente e o inconsciente (o termo subconsciente é utilizado popularmente, mas não é parte da terminologia psicanalítica). A repressão em si tem grande importância no conhecimento do inconsciente. De acordo com Freud, as pessoas experimentam repetidamente pensamentos e sentimentos que são tão dolorosos que não podem suportá-los. Tais pensamentos e sentimentos (assim como as recordações associadas a eles) não podem ser expulsos da mente, mas, em troca, são expulsos do consciente, para formar parte do inconsciente.
Embora, ao longo de sua carreira, Freud tenha tentado encontrar padrões de repressão entre seus pacientes que derivassem em um modelo geral para a mente, ele observou que pacientes diferentes reprimiam fatos diferentes. Observou, ainda, que o processo da repressão é, em si mesmo, um ato não consciente (isto é, não ocorreria através da intenção dos pensamentos ou sentimentos conscientes). Em outras palavras, o inconsciente era tanto causa como efeito da repressão.

## Controvérsias e debates

### A questão da homossexualidade
Freud gradualmente desiste de fazer da homossexualidade uma disposição biológica ou um resultado cultural, mas sim a assimila a uma escolha psíquica inconsciente. Em 1905, em Três Ensaios sobre a Teoria da Sexualidade, ele falou de "inversão", Mas, em 1910, em Uma Recordação de Infância de Leonardo da Vinci, ele renuncia a este termo para escolher o de "homossexualidade". Em uma carta de 1919 escrita para a mãe de um jovem paciente, Freud explica: "a homossexualidade não é uma vantagem, mas também não é motivo para se envergonhar, não é um vício nem uma degradação e também não pode ser classificada como doença." Contudo, em toda a obra de Freud, existem várias teorias e questionamentos sobre o surgimento da homossexualidade no sujeito: a homossexualidade adulta é apresentada ora como imatura pelo bloqueio da libido na fase anal, ora como um retraimento narcísico ou mesmo como uma identificação com a mãe. Freud de fato afirmou certa vez que a homossexualidade resulta de uma "interrupção do desenvolvimento sexual". Então ele por fim conclui que a homossexualidade é uma escolha de objeto inconsciente.
Segundo Freud, a homossexualidade não é objeto de tratamento analítico. Só a culpabilidade que a acompanha pode dar origem a uma neurose. Finalmente, em uma nota de 1915 para os Três Ensaios sobre a Teoria da Sexualidade, ele explica igualmente que "a pesquisa psicanalítica se opõe fortemente à tentativa de separar os homossexuais de outros seres humanos como um grupo particularizado. […] Ela aprende que todos os seres humanos são capazes de uma escolha de objeto homossexual e que efetivamente fizeram essa escolha no inconsciente" "Nem Sigmund Freud, nem seus discípulos, nem seus herdeiros fizeram da homossexualidade um conceito ou noção específica da psicanálise", conclui Élisabeth Roudinesco, ainda que essa questão tenha dividido os psicanalistas. No entanto, uma distinção deve ser feita entre a homossexualidade psíquica em todos os seres humanos e a homossexualidade ativa. Segundo o crítico Didier Eribon, os psicanalistas compartilham um "inconsciente homofóbico", enquanto que para Daniel Borrillo, Freud e alguns psicanalistas (como Jacques Lacan) fariam o trabalho da homofobia classificando a homossexualidade entre as "inversões". No entanto, não se deve negligenciar que Freud está fora dessa classificação.

### Cultura e natureza

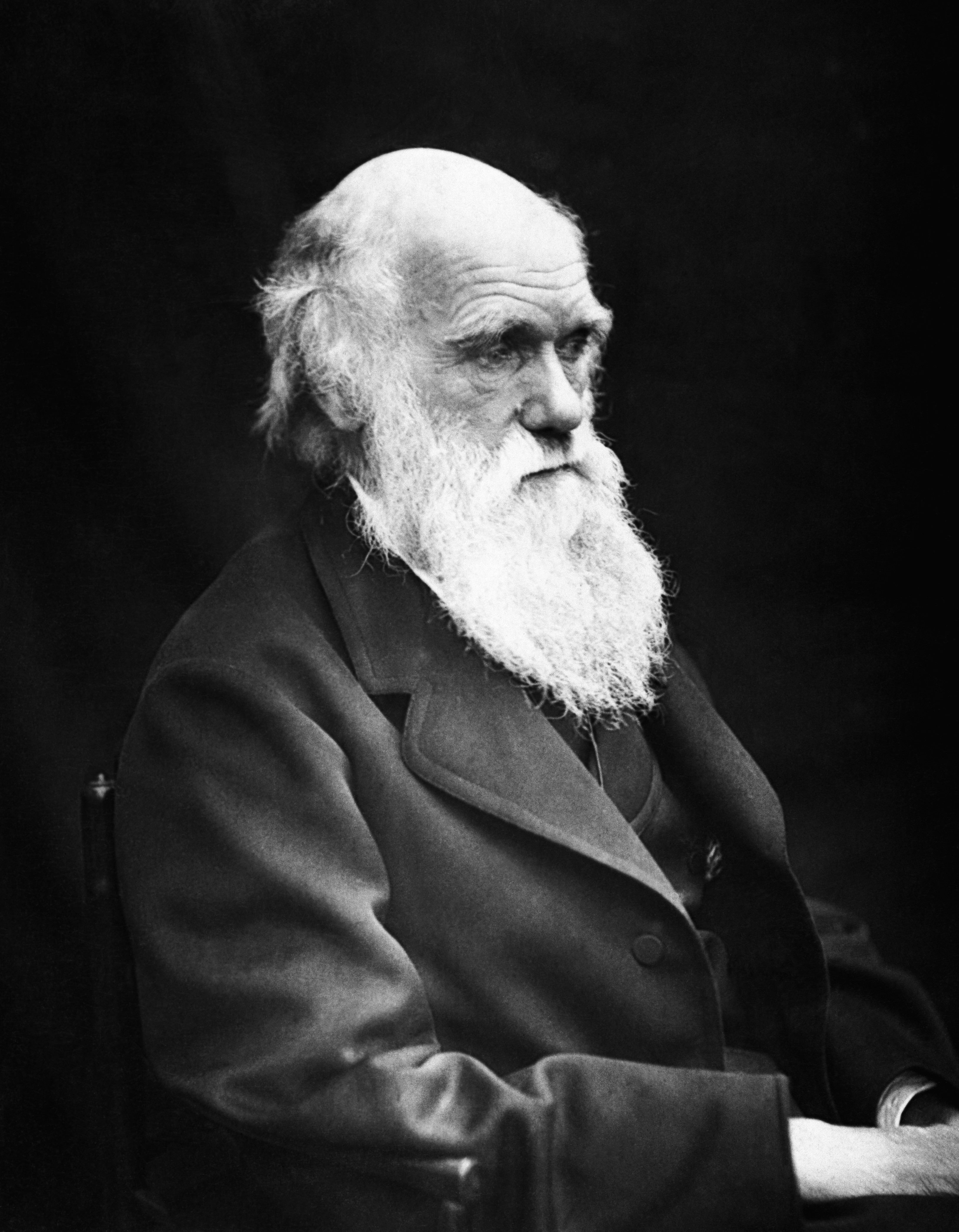
Charles Darwin, cujas teorias Freud admirava.

Para Freud, cultura (Kultur) designa o conjunto de instituições que distanciam o indivíduo do estado animal. A natureza, portanto, corresponde às emoções, instintos, impulsos e necessidades. O ser humano está constantemente lutando contra sua natureza instintiva e seus impulsos, que ele tenta conter para viver em sociedade, caso contrário, o egoísmo universal traria o caos. No entanto, Freud opera uma confusão constante em seus escritos entre civilização de um lado e cultura de outro. Quanto mais alto o nível da sociedade, maiores são os sacrifícios de seus indivíduos. Ao impor acima de tudo a frustração sexual, a civilização tem um efeito direto na gênese das neuroses individuais. O texto de 1929, O Mal-Estar na Civilização apoia a tese de que a cultura é a principal causa de neurose e disfunção psíquica. Pelas regras claras que lhe impõe, a cultura protege o indivíduo, mesmo que requeira renúncias instintivas consequentes. Essas restrições podem explicar por que existe uma raiva e rejeição―muitas vezes inconscientes―em relação à cultura. Em troca, a cultura oferece uma compensação pelas restrições e sacrifícios que impõe, por meio do consumo, do entretenimento, do patriotismo ou da religião.
No ensaio "Uma dificuldade da psicanálise" publicado em 1917, e em suas palestras introdutórias à psicanálise, escritas durante a Primeira Guerra Mundial, Freud explica que a humanidade, ao longo de sua história, já sofreu "dois grandes aborrecimentos infligidos pela ciência ao seu amor próprio". A primeira, explica ele, data do momento em que Nicolau Copérnico estabeleceu que "nossa Terra não é o centro do universo, mas uma parcela ínfima de um sistema de mundo dificilmente representável em sua imensidão." A segunda, segundo ele, ocorre quando a biologia moderna― e Darwin primeiro lugar―"devolve o homem aos seus descendentes do reino animal e ao caráter indelével de sua natureza bestial". Ele adiciona: "O terceiro aborrecimento, e o mais amargo, a megalomania humana deve suportar a pesquisa psicológica de hoje, que quer provar ao ego que ele nem mesmo é dono de sua própria casa, mas que está reduzido a informações parcimoniosas sobre o que está atuando inconscientemente em sua vida psíquica". Segundo Freud, é a "renúncia progressiva das pulsões constitucionais" que permite ao homem evoluir culturalmente.

### Freud e a filogênese
Apoiando-se nas teses de Charles Darwin, em 1912, em Totem e Tabu, Freud explica que a origem da humanidade está baseada na fantasia de uma "horda primeva" na qual o assassinato primitivo do pai ocorre como o ato fundador da sociedade. Os homens viviam em hordas gregárias, sob o domínio de um homem todo-poderoso, que se apropriava das mulheres do grupo e excluía os demais homens. Estes últimos então cometem o assassinato de "Pai primevo", parricídio que explica o tabu do incesto como elemento constitutivo das sociedades. Em O Mal-Estar na Civilização, Freud divide a evolução da humanidade em três fases: uma fase animista caracterizada por um narcisismo primário e totemismo primeiro, depois uma fase religiosa marcada pela neurose coletiva e finalmente uma fase científica em que predomina a sublimação. Esta concepção de herança filogenética foi criticada por antropólogos e historiadores e invalidada pela biologia. Segundo Plon e Roudinesco, para Freud é apenas uma questão de "hipóteses que ele considera bem como de 'fantasias'" Florian Houssier indica que "seja qual for o grau de validade que alguém confere a ela (fantasia ou crença), nós a consideramos [filogenia] como um núcleo de hipóteses tanto mais decisivo quanto Freud a aproxima e incessantemente a vincula à ontogênese e a suas potenciais confirmações clínicas. [...] as preocupações de Freud, em encontrar na filogênese o ponto de partida para a escolha da neurose e em confirmar por uma história de origens a hipótese do complexo de Édipo constituem de fato um eixo teórico-clínico importante."

### Freud e a religião
Dizendo "incrédulo", "judeu sem Deus", Freud é crítico da religião. Ateu convicto, ele estimava que o ser humano perde mais do que ganha com a fuga que ela propõe. Em seu primeiro escrito sobre religião, Atos Obsessivos e Exercícios Religiosos, publicado em 1907, ele explica que o cerimonial litúrgico envolve necessariamente "atos obsessivos". Ele fala consequentemente de "cerimonial neurótico". Segundo ele, a "repressão, a renúncia a certas pulsões instintivas parecem assim estar na base da formação da religião". Quanto ao vínculo que a prática psicanalítica mantém com a religião, e em uma carta ao pastor Oskar Pfister de 9 de janeiro de 1909, Freud diz que "em si mesma, a psicanálise não é mais religiosa do que irreligiosa. É um instrumento sem partido que pode ser usado por religiosos e leigos, desde que unicamente a serviço dos seres sofredores".
Com O Futuro de uma Ilusão (1927), Freud mostra pela primeira vez que a civilização deve apelar para valores morais para garantir sua integridade e se proteger das inclinações destrutivas individuais. Segundo Quinodoz, Freud inclui nesses valores morais "valores de ordem psicológica, os ideais culturais, bem como as ideias religiosas, estas últimas constituindo a seus olhos o valor moral mais importante para a manutenção da civilização." Freud dialogou com um oponente imaginário (que poderia ser o pastor Pfister), tomando como modelo de religião o cristianismo praticado no Ocidente. A publicação da obra provocou, segundo Quinodoz, "controvérsias que estão longe de serem apaziguadas". Segundo Freud, a humanidade deve aceitar que a religião é apenas uma ilusão para sair de seu estado de infantilismo, e ele relaciona esse fenômeno à criança que deve resolver seu complexo de Édipo: "essas ideias [religiosas], que professam ser dogmas, não são o resíduo da experiência ou o resultado final da reflexão: são ilusões, a realização dos mais antigos, mais fortes, desejos mais urgentes da humanidade; o segredo de sua força é a força desses desejos. Já sabemos: a terrível impressão da angústia da infância despertou a necessidade de ser protegido―protegido por ser amado―uma necessidade que o pai satisfazia".
Clotilde Leguil observa que Freud, em O Mal-Estar na Civilização, compara o efeito da religião na psique com o dos narcóticos. Freud situa sua tese na linhagem daquela de Marx, que poderia afirmar não apenas que é o "ópio do povo", mas também que "a religião é apenas o sol ilusório que gravita em torno do homem enquanto o homem não gira ao redor de si mesmo". Paul Ricoeur também apelidou Marx, Nietzsche e Freud de "os mestres da suspeição", na medida em que têm em comum o ter denunciado a ilusão religiosa.
Em 1939 apareceu Moisés e o Monoteísmo, em que Freud desenvolveu a tese de que Moisés não era um judeu, mas um egípcio que adorava o deus Aton. Freud admite que as bases desta hipótese histórica são frágeis; ele originalmente queria dar o título de seu ensaio: O homem Moisés, um romance histórico. A publicação da obra gerou polêmica.

### Freud em face do antissemitismo

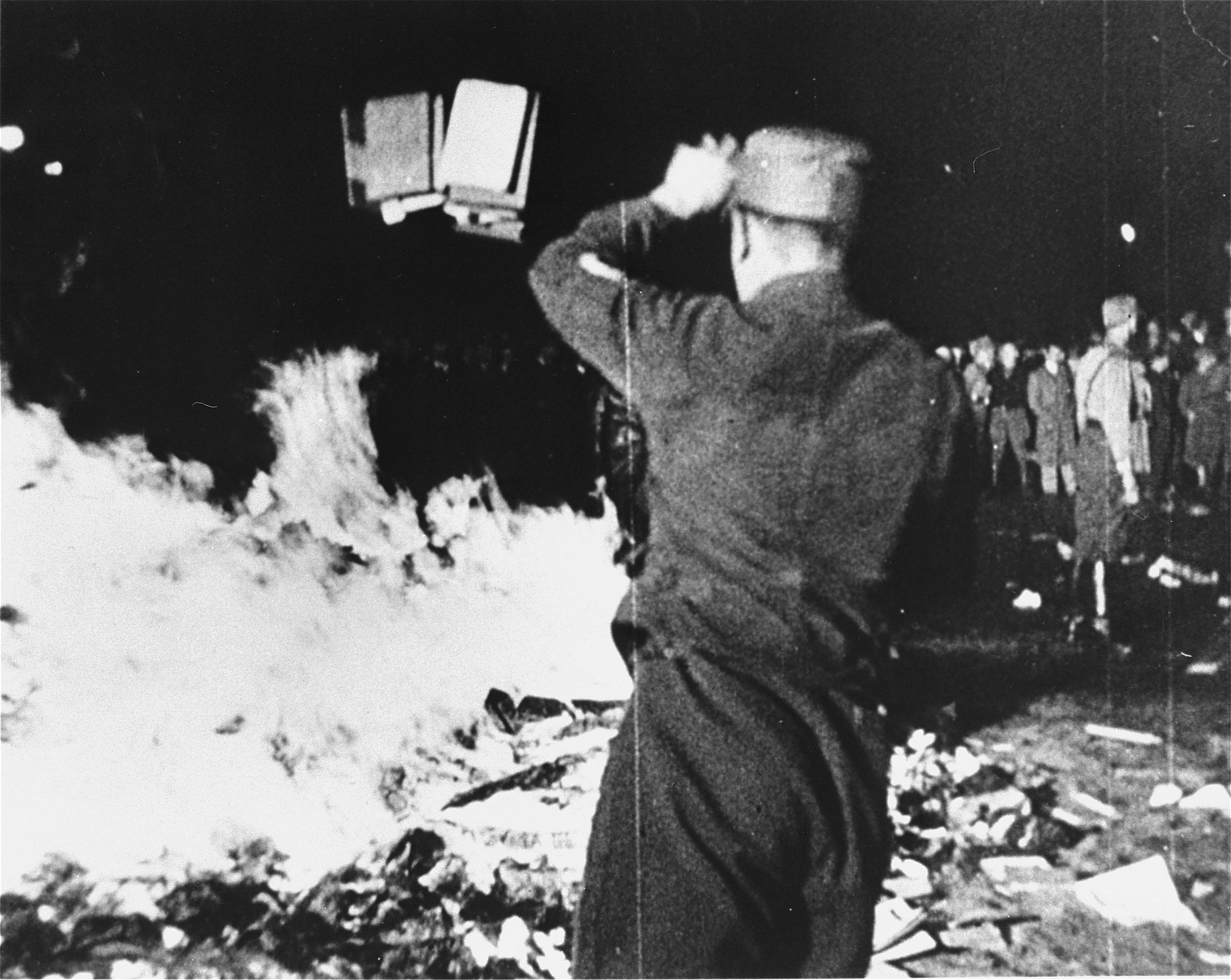
As obras de Freud foram queimadas pelos nazistas, que decretaram que a psicanálise era uma "ciência judia".

O antissemitismo não pesa de uma maneira igual na vida de Freud, e isso de acordo com as mudanças políticas na Áustria e Alemanha do início do século XX. O sentimento antissemita teve um papel decisivo no final de sua vida, quando teve que fugir da Áustria em face da ameaça nazista. Antes da Primeira Guerra Mundial, como Yerushalmi aponta, "Gostaria de salientar que sua consciência do fenômeno precedeu sua entrada na Universidade de Viena, ou o fim do Burgerminister liberal e a ascensão do antissemitismo político". A partir de 1917, a censura de artigos antissemitas em jornais tornou-se menos rígida e tornou-se comum ver judeus chamados de "aproveitadores de guerra". Foi em 1918 que o antissemitismo atingiu seu auge, os judeus se tornando explicitamente os bodes expiatórios de todos os infortúnios que se abateram sobre a Áustria. Em 1933, as obras de Freud foram queimadas pelos nazistas, que viram nelas uma "ciência judia" (segundo a fórmula do partido nazista) contrária ao "espírito alemão": "Na Alemanha de 1933, depois que as obras de Freud foram queimadas, ficou evidente que o regime liderado pelos nazistas, recém-chegados ao poder, não deixava espaço para a psicanálise". Com a anexação da Áustria pela Alemanha, muitos psicanalistas tiveram que interromper sua prática ou emigrar quando não foram mortos ou enviados para campos de concentração por serem judeus. A segregação desenvolveu-se pela primeira vez na Hungria, especialmente sob o regime de Miklós Horthy. Então, se espalhou para a Alemanha já na década de 1920 e para a Áustria. A partir de então, a maioria dos que sobreviveram emigrou para os Estados Unidos (bem como para o Reino Unido, França, América do Sul, Max Eitingon entretanto foi para o exílio na Palestina).
Henri Ellenberger fez um estudo aprofundado da situação dos judeus em toda a região e afirma que Freud teria exagerado o impacto do antissemitismo em sua não nomeação para um cargo acadêmico de professor extraordinário. Ele argumenta sua tese de maneira documentada. Outros historiadores consideram que Ellenberger minimizou o fenômeno em Viena, que elegeu Karl Lueger, abertamente antissemita, como prefeito em 1897. O pai de Freud foi vítima de um ato antissemita, que ele contou ao filho. Desde o início, a psicanálise freudiana foi acusada de ser uma "ciência judia". Martin Staemmler escreve, em um texto de 1933: "A psicanálise freudiana constitui um exemplo típico da desarmonia interna na vida da alma entre judeus e alemães. [...] E quando se vai ainda mais longe e se faz entrar na esfera sexual todo movimento da mente e toda má conduta da criança [...], quando [...] o ser humano não é nada mais do que um órgão sexual em torno do qual o corpo vegeta, então devemos ter a coragem de recusar essas interpretações da alma alemã e dizer aos senhores da comitiva de Freud que eles não precisam apenas fazer seus experimentos psicológicos em material humano que pertence à sua raça". Para Lydia Flem, Freud e Theodor Herzl, cada um à sua maneira, respondem à crise da identidade judaica, o primeiro imaginando uma tópica psíquica, o segundo sonhando com um país geográfico para o povo judeu.

### Sobre o judaísmo e o sionismo
Élisabeth Roudinesco, em artigo de 2004 em que estuda uma "carta inédita de Freud sobre o sionismo e a questão dos lugares santos" evoca a posição de Freud que se recusa, nesta carta, a apoiar publicamente a causa sionista na Palestina e o acesso dos judeus ao Muro das Lamentações, como lhe havia pedido em 1930 Chaim Koffler, membro vienense do Keren Ha Yesod. Ela lembra neste artigo que o "judaicidade" de Freud, que, segundo ela, ele "jamais renegou", era uma "identidade de judeu sem deus, de judeu vienense assimilado―e de cultura alemã". Esta carta, considerada desfavorável à causa sionista, não foi tornada pública e permaneceu inédita, embora, como lembra Elisabeth Roudinesco, Freud tivesse "muitas vezes a oportunidade de expressar sobre o sionismo, sobre a Palestina e sobre os lugares sagrados uma opinião idêntica à dirigida ao Keren Ha Yesod". Além disso, no mesmo dia, ele enviou uma carta a Albert Einstein, na qual desenvolveu as mesmas ideias de "empatia a respeito do sionismo" do qual "ele jamais compartilhará o ideal" e de "desconfiança na criação de um estado judeu na Palestina".

### Sobre a cocaína e toxicodependência
A descoberta do alcaloide planta da coca é contemporânea da pesquisa de Freud, que busca utilizá-lo para a cura psíquica. Em 1884, os laboratórios da Merck confiaram a Freud a tarefa de realizar experimentos com a substância. Antes de criar a psicanálise, Freud estudou este produto e pensou que poderia emprestar-lhe todos os tipos de indicações médicas ― especialmente no tratamento da neurastenia. Ele foi um dos primeiros a usar e a propor o uso da cocaína como um estimulante, bem como analgésico. Escreveu vários artigos sobre as qualidades antidepressivas do "medicamento" e foi influenciado por seu amigo e confidente Wilhelm Fliess, que recomendou a cocaína para o tratamento da "neurose nasal reflexa". Fliess operou Freud e o nariz de vários pacientes de Freud que ele acreditava estarem sofrendo do transtorno, incluindo Emma Eckstein, cuja cirurgia foi desastrosa. Freud trabalhou nas propriedades anestésicas da cocaína com dois colegas, Carl Köller e Leopold Königstein, já em 1884. No entanto, ele não tem tempo para testar seu poder narcótico e precisa ficar longe de Viena. Seus colegas continuaram os experimentos, principalmente no contexto da cirurgia ocular, e acabaram apresentando sua descoberta à Sociedade Médica de Viena sem mencionar o papel precursor de Freud. Ele continuou sua pesquisa entre 1884 e 1887, com vários textos sobre o assunto, incluindo «Sobre a coca".
Freud usou cocaína episodicamente desde 1884. Na época, essa substância recente não era proibida, o consumo de vários produtos da cocaína era comum (a Coca-Cola a continha até 1903) e aparecia para alguns médicos americanos como uma panaceia. Freud do mesmo modo acreditava em suas virtudes para muitos transtornos e seu artigo científico "Sobre a coca" (Über Coca, em alemão) foi bem recebido. Ele também a prescrevia para aplicação nasal até 1895, quando iniciou sua autoanálise e ele próprio teria parado de usá-la. Em um artigo de 1886, o doutor Albrecht Erlenmeyer avisa a comunidade médica em termos específicos, chamando cocaína de "terceiro flagelo da humanidade". Diante de críticas crescentes, o doutor Johann Schnitzler, em artigo na revista International Klinische Rundschau de 1887, defende Freud, acusado de ter propagado o uso da mesma. Este último escreveu um último artigo sobre a cocaína em 1887 e afirma que é o sujeito que está predisposto e não a droga que causa a toxicomania. Freud então desiste completamente de seu estudo após sugerir a seu amigo Ernest von Fleischl-Marxrow usá-la, esperando que a cocaína curasse seu vício em morfina. No entanto, Fleischl von Marxow torna-se viciado em cocaína, depois reverte para morfina e morre prematuramente aos 45 anos, deixando Freud com um forte sentimento de culpa. Se o psicólogo David Cohen fala da adicção de Freud à cocaína e de um consumo por quinze anos, segundo Élisabeth Roudinesco e a filósofa e psicanalista Françoise Coblence, ele usou durante onze anos, não era dependente do produto e não conhecia o fenômeno de habituação (nem os casos relatados na literatura médica contemporânea). Segundo Peter Gay, Freud consumiu a droga como forma de amenizar seu estado depressivo e de diminuir a tensão ante eventos sociais, tendo enviado algumas quantidades a Martha Bernays para consumo próprio, no entanto não haveria nenhum registro de que ambos tenham adquirido hábito ou que tenham se viciado na droga. O historiador Howard Markel também desenvolve a tese de um vício de Freud à cocaína, que ele teria consumido até 1896. Em The Freudian Fallacy, a historiadora Elizabeth M. Thornton sugere que a condição de cocainômano influenciou diretamente o desenvolvimento da teoria psicanalítica freudiana, mas há pouca aceitação desta tese entre os historiadores e críticos do livro.

### Ocultismo e telepatia
Na trigésima conferência das Novas Conferências Introdutórias à Psicanálise (1933) "Sonhos e ocultismo", um assunto "litigioso entre todos" segundo Alain de Mijolla em vista de "todos os argumentos que deveriam colocar em dúvida uma mente científica da 'existência de transmissão telepática'", Freud, que não obstante foi capaz de observar o fenômeno e dá "alguns exemplos de observações que o perturbaram, entre outras o de Vorsicht/Forsyth", consequentemente recomenda "pensar com mais benevolência à possibilidade objetiva da transmissão do pensamento e, portanto, também da telepatia". Ele havia escrito anteriormente em 1921 um texto, "originalmente sem título", lido para os membros do "Comitê Secreto" e encontrado em seus manuscritos, que foi publicado em 1941 sob o título Psychoanalyse und Telepathie nas Gesammelte Werke. O artigo "Sonho e telepatia", provavelmente escrito em dezembro de 1921 e publicado em 1922 na revista Imago, teve por subtítulo "Conferência na Sociedade Psicanalítica de Viena", embora as Atas de Viena não o tenham registrado; esta conferência certamente não foi realizada. "O significado oculto dos sonhos" (1925), parte três de Alguns suplementos ao conjunto de A Interpretação do Sonho, foi publicado nos Gesammelte Schriften, no Almanach 1926 (publicado em setembro de 1925) e na Imago.
Se Freud se interessava pelo ocultismo—em voga na sua época—como muitos de seus contemporâneos, psicólogos e outros cientistas, como Pierre e Marie Curie, ele, segundo Roudinesco e Plon, "[estabeleceu] uma linha de demarcação muito clara entre a psicanálise como ciência" e o que chamou de "a maré negra do ocultismo", o que não o impediu de se fascinar por esse campo e manter uma ambivalência pronunciada. Segundo o psiquiatra e psicanalista Michel Picco, "Freud não se interessa pelo espiritismo. [...] Ele denuncia charlatães [...]. Em suma, o único problema que ele considera verdadeiramente sério, o que ele chama de "o cerne da verdade do ocultismo", é a telepatia", interesse "banal" em sua época e do qual também fez parte, por sua vez, Pierre Janet por exemplo. Por outro lado, Ernest Jones a rejeitou, e Freud escreveu a ele em 1926: "quando se alegar diante de você que eu afundei no pecado, calmamente responda que minha conversão à telepatia é assunto meu [...] e que o tema telepatia é em essência estranho à psicanálise".
A ambivalência de Freud em relação ao ocultismo, sobretudo à telepatia, é constatada cronologicamente, conforme a relatam Roudinesco e Plon: ele foi inicialmente pressionado por Jung, em 1909, reprovando-o, depois por Ferenczi em 1910, quando encorajou por um tempo, antes de condenar em 1913, em nome da ciência, experimentos telepáticos; depois, de 1920 a 1933, no contexto da institucionalização do IPA, movimento que coloca o racionalismo positivista e o ideal da cientificidade em seu cerne, correndo o risco do cientificismo, ele se interessa novamente e horroriza Jones, que propõe proibir qualquer pesquisa sobre o ocultismo dos debates IPA, o que Freud aceita, porém enquanto isso escreve dois textos em 1921 e dá uma conferência em 1931 sobre o assunto. Freud dá exemplos de situações alegadamente ocultas ou telepáticas ao propor uma interpretação propriamente psicanalítica. Essa ambivalência não deve ser entendida como uma rejeição ou adesão à telepatia por si mesma, mas como um meio de uma oposição passiva de Freud em relação à política de Jones que apoiava americanos partidários de uma psicanálise científica medicalizada, contra a análise leiga. Assim, segundo Roudinesco e Plon, Freud finge acreditar na telepatia e dá uma interpretação psicanalítica a respeito da noção de transferência. É possível, segundo Picco, que ele utilize o termo por falta de um mais apropriado.

## Críticas

### Dissidências e cismas
As principais disputas levaram, durante o desenvolvimento do movimento psicanalítico, a grandes cisões, primeiro a de Alfred Adler (que então fundou a psicologia individual), depois a de Carl Gustav Jung, iniciador da psicologia analítica. Os pontos de divergência teórica são numerosos, ligados à libido, ao complexo de Édipo ou mesmo à importância da sexualidade no psiquismo. Essas controvérsias começaram nos anos 1907 e 1911. Chamados de "apóstatas" por Freud, Adler, o primeiro, então Jung, se opõem à concepção da libido como essencialmente de origem sexual e que eles veem antes como uma "pulsão de vida" em sentido geral. Freud teme acima de tudo que os dissidentes sequestrem a teoria e a prática psicanalíticas. Paul-Laurent Assoun sublinha, de fato, que ambos afirmam querer colocar a psicanálise na direção certa e salvá-la do culto da personalidade formado em torno de Freud. A competição entre as várias escolas, principalmente entre o círculo vienense e a escola de Zurique de Jung, foi o golpe mais duro para o jovem movimento psicanalítico, e isso a partir de 1913, com a deserção de Jung. As outras divergências internas dizem respeito, por exemplo, à precocidade do Superego descrita por Melanie Klein ou Donald Winnicott, com quem, ao se libertar da herança freudiana integrando suas contribuições, inicia o pós-freudismo. A oposição com Wilhelm Reich relaciona-se essencialmente com diferenças fundamentais relativas à prática do tratamento psicanalítico, em particular no que diz respeito à regra de abstinência.

### Sobre Freud e asFreud Wars
Por muito tempo, a maioria das obras sobre Freud referia-se quase exclusivamente à biografia de Ernest Jones, criticada por seus aspectos hagiográficos. Após os estudos críticos de Pierre Janet, Karl Popper seguiu uma nova pesquisa histórica iniciada por Henri Ellenberger, seguida por outros autores mais críticos, tais como as obras de Mikkel Borch-Jacobsen ou Jacques Van Rillaer ou Jacques Bénesteau.
Uma coleção muito grande de escritos originais e cartas freudianas pode ser encontrada na Sigmund Freud Collection da Biblioteca do Congresso em Washington.

#### Sobre Freud e seu tempo
Durante sua vida, Freud teve que enfrentar críticas.
Contemporâneos, como Karl Kraus e Egon Friedell, fizeram várias críticas; Kraus desafia a interpretação sexual psicanalítica na literatura, enquanto Friedell qualifica a psicanálise como "pseudo-religião judaica" e "seita".
Paul Roazen publica um estudo sobre as complexas relações entre Freud, Victor Tausk e Helene Deutsch. Tausk pedira uma análise a Freud, que a recusara, antes de enviá-la a Deutsch. Esta última estava então ela mesma em análise com Freud. Esta situação é abordada por Roazen, que também a relaciona com as outras causas do suicídio de Tausk.

#### Freud Warsnos Estados Unidos
Segundo Samuel Lézé, as Freud Wars, que ele observa como "um enigma local", são uma expressão comum na imprensa nos Estados Unidos entre 1993 e 1995: trata-se de uma "série de polêmiquas" cujo objeto curiosamente "preocupava-se principalmente com a personalidade de Freud", enquanto ainda, especifica Lézé, a psicanálise "não está mais no comando da psiquiatria americana" pelo menos meados da década de 1980 e as faculdades de psicologia não a ensinavam mais. Um remake aconteceu na França dez anos depois, entre 2005 e 2010, por ocasião do Livro Negro da Psicanálise e especialmente de Crépuscule d'une idole. L'affabulation freudienne de Michel Onfray. Segundo Samuel Lézé, o que estava em jogo dessa "guerra das psis" na mídia francesa e nos ensaios críticos era político, de fato: "uma nova geração de profissionais de saúde mental pretende ocupar o lugar da geração anterior formada no seio da psicanálise no início dos anos 1980".
Em uma resenha do trabalho de Lézé, Yannis Gansel afirma que "nos Estados Unidos, onde o domínio religioso e a construção da jurisdição médica sobre "problemas pessoais" contém a psicanálise na esfera clínica, é um "Freud científico" que os críticos visam". Segundo Gansel, Lézé descreve em seu livro "o "debate imóvel" e a interminável "cerimônia de degradação" operada pelos anti-freudianos". O movimento anti-freudiano com efeito opera sob dois aspectos: a de uma crítica racional (um debate) e a de uma denúncia moral correspondente a uma degradação. Para Yannis Gansel, a originalidade do livro consiste em "mostrar a que ponto a crítica depende do ícone que pretende enterrar".

### Críticas teóricas
Na França, a crítica teórica é representada por uma obra coletiva e multidisciplinar, Le Livre noir de la psychanalyse (2005), conjunto de artigos publicados sob a direção de Catherine Meyer, e que reflete várias décadas de crítica a Freud. Muitos dos pontos críticos são discutidos, desde a natureza científica da psicanálise até a personalidade de Freud, incluindo contradições, a suspeita de fabricação de casos psicopatológicos e falsas curas. Com base em estudos epidemiológicos, segundo esses autores, destaca-se a baixa eficácia terapêutica do método psicanalítico em relação a outras técnicas psicoterapêuticas, como as terapias cognitivo-comportamentais. Este trabalho despertou reações em vários círculos psiquiátricos, terapêuticos e psicanalíticos, relançando assim conflitos de interesse subjacentes. Em resposta a essas críticas, a psicanalista Élisabeth Roudinesco editou um livro chamado Pourquoi si de haine?: anatomie du Livre noir de la psychanalyse (2005). Outros psicanalistas e psiquiatras criticaram o trabalho.
Frank Sulloway, por sua vez, em Freud, Biólogo da Mente (1979), desenvolveu a tese segundo a qual Freud produziu um modelo "criptobiológico" para esconder suas teorias biológicas reconhecidas como já obsoletas em seu tempo por alguns de seus partidários, como Ernst Kris, a fim de apresentar a psicanálise como uma teoria revolucionária e original.
O ensaísta francês Michel Onfray publicou Le Crépuscule d'une idole em abril de 2010, na qual ele notavelmente censura Freud por ter generalizado seu caso pessoal, por ter sido um médico medíocre, por ter desenvolvido a teoria psicanalítica sem seguir uma abordagem científica, por mentir sobre suas observações e as curas obtidas, para o único propósito de garantir seu sucesso pessoal e financeiro, e de ter fundado a comunidade psicanalítica em princípios quase sectários. Ele também destaca que Freud assinou uma dedicatória a Benito Mussolini e que escreveu O Homem, Moisés e o Monoteísmo em plena ascensão do nazismo e do antissemitismo. O interessado retoma as críticas ao freudianismo conhecidas e desenvolvidas antes dele, a partir de uma grade interpretativa de inspiração nietzschiana. Em novembro de 2010, ele publicou Apostille au crépuscule: pour une psychanalyse non freudienne, onde ele propõe um modelo psicológico que torna possível "ultrapassar" a psicanálise freudiana.
O trabalho de Lionel Naccache sobre fenômenos de priming semântico inconsciente demonstrou a existência de um inconsciente cognitivo que não pode ser assimilado ao inconsciente freudiano. A teoria freudiana dos sonhos centrada na satisfação alucinatória do desejo dissimulado graças aos mecanismos de deslocamento, condensação e dramatização também tem sido criticada, tanto na função atribuída aos sonhos quanto em seu processo. Segundo o psicólogo, sociólogo e ensaísta G. William Domhoff e o psicólogo cognitivo David Foulkes, a ideia de que a associação livre permite o acesso ao conteúdo latente do sonho é invalidada por trabalhos de psicologia experimental que concluíram o caráter arbitrário deste método.
Segundo o neurocientista Winson em 1985, a associação livre de Freud é um método válido que permite o acesso a conteúdos latentes. O neuropsiquiatra Allan Hobson criticou o trabalho de Domhoff acusando-o de ignorar os mecanismos neurobiológicos que ele estuda e Drew Westen observa que Foulkes compartilha pontos de vista com a teoria de Freud, em particular que há um conteúdo latente e um conteúdo manifesto que é a sua transformação, e que essa transformação diz respeito a uma linguagem a ser decifrada. Segundo o neurologista Bernard Lechevalier, há compatibilidade entre a concepção psicanalítica de sonho e as neurociências. O pesquisador de neurociências e ganhador do Prêmio Nobel Eric Kandel fez algumas críticas à psicanálise mas admite que "ainda representa a concepção mais coerente e intelectualmente satisfatória da mente".

### Críticas religiosas e políticas
Em 1952, o papa Pio XII deu um discurso para os participantes do V° Congresso Internacional de psicoterapia e psicologia clínica que reconhecia a psicanálise, mas relativiza o poder descritivo dos seus conceitos. Assim, se a psicanálise descreve o que acontece na alma, ela não pode pretender descrever e explicar o que é a alma no entanto.
Antes da Revolução de 1917, a Rússia era o país onde Freud foi mais traduzido. Após a tomada do poder pelos bolcheviques, houve conexões entre o pensamento de Freud e o de Karl Marx. No entanto, posteriormente, "quando Trotsky, que era muito favorável à psicanálise, foi condenado ao exílio em 1927, a psicanálise foi associada ao trotskismo e oficialmente proibida", explica Eli Zaretsky. Em 1949, Guy Leclerc publicou em L'Humanité o artigo "La psychanalyse, idéologie de basse police et d'espionnage", no qual considera a psicanálise uma ciência burguesa destinada a escravizar multidões. A partir de então, depois de ter aceitado sua importância com o freudo-marxismo, o Partido Comunista Francês inicia sua campanha contra a psicanálise, e mais amplamente contra a psicanálise na França.

### Críticas epistemológicas
Parte da crítica a Freud diz respeito à questão da cientificidade de suas teorias. Ludwig Wittgenstein, por exemplo, disse: "Freud prestou um péssimo serviço com suas fantásticas pseudoexplicações. Qualquer burro agora tem essas imagens à mão para explicar, graças a elas, fenômenos patológicos". O filósofo Michel Haar (Introduction à la psychanalyse. Analyse critique, 1973) e os cognitivistas Marc Jeannerod e Nicolas Georgieff fornecem uma visão geral dessas críticas que assumem a epistemologia. Os críticos de Freud, em seu tempo e hoje, na verdade, às vezes questionam a cientificidade de sua abordagem, sua metodologia (em particular o pequeno número de casos, ou a interpretação literária), seu aspecto altamente especulativo também, sua inconsistência teórica, a ausência de validação experimental ou estudos clínicos rigorosos (controlados e reproduzíveis), manipulação de dados e resultados clínicos e terapêuticos.
Em The Psychoanalysis on the Test (1992), Adolf Grünbaum explica que Freud não demonstra nada cientificamente: "o caráter retrospectivo do teste específico do quadro psicanalítico é incapaz de autenticar com segurança até mesmo a existência da experiência infantil retroditada (...), e muito menos seu papel patogênico". Embora crítico da psicanálise, Grünbaum também se opõe a outro detrator da obra de Freud: Karl Popper. Este último explica que: "As "observações clínicas", ingenuamente consideradas pelos psicanalistas como confirmações de sua teoria, não são mais convincentes do que as confirmações diárias que os astrólogos encontram em sua prática. Quanto ao épico freudiano do Ego, do Superego e do Id, ele não pode reivindicar mais seriamente um status científico do que as histórias que Homero colecionou sobre o Olimpo. Essas teorias descrevem certos fatos, mas no estilo dos mitos. Eles contêm algumas das declarações psicológicas mais interessantes, mas não podem ser verificadas". O critério de sua falseabilidade (sua "refutabilidade" em outras palavras) ocupa a maior parte de seu debate. Ao contrário de Popper, que considera a psicanálise irrefutável e, portanto, pseudocientífica, Grünbaum pensa que certas afirmações psicanalíticas podem ser testadas, como a ligação suposta por Freud entre paranoia e repressão da homossexualidade (se a segunda foi de fato a causa necessária da primeira, as sociedades menos homofóicas devem experimentar uma prevalência mais baixa de paranoia).

## Principais seguidores de Freud
| - Alexander H. Mitscherlich - André Green - Anna Freud - Carl Jung - Didier Anzieu - Donald Meltzer - D. W. Winnicott - Edward Glover - Enrique Pichon Rivière - Erik Erikson - Ernest Jones | - Frances Tustin - Franz Alexander - Hanna Segal - Harold Searles - Heinrich Racker - Helene Deutsch - Jacques Lacan - Karl Abraham - Melanie Klein - Wilfred Bion - Wilhelm Reich |

## Pacientes de Freud
Esta é uma lista parcial de pacientes cujos estudos de caso foram publicados por Freud.
- Anna O. (Bertha Pappenheim);
- Cäcilie M. (Anna von Lieben);
- Dora (Ida Bauer);
- Frau Emmy von N. (Fanny Moser);
- Fräulein Elizabeth von R.;
- Fräulein Katharina (Aurelia Kronich);
- Fräulein Lucy R.;
- O pequeno Hans (Herbert Graf);
- O homem dos ratos (Ernst Lanzer);
- O homem dos lobos (Sergei Pankejeff).